# 進撃の巨人
『進撃の巨人』（しんげきのきょじん、英語: Attack on Titan）は、諫山創による日本の漫画、およびそれを原作としたアニメ、小説（ライトノベル）、ゲーム、映画などの派生作品。

## 概要
圧倒的な力を持つ巨人とそれに抗う人間たちとの戦いを描いたダーク・ファンタジー漫画。『別冊少年マガジン』（講談社）で2009年9月9日発売の10月号（創刊号）から連載を開始し、2021年4月9日発売の5月号をもって完結した。連載期間中は、『週刊少年マガジン』（講談社）にも出張読み切りとして特別編が2度掲載された。2011年のスピンオフの小説化以降、様々なメディアミックス展開がされており、特に2013年から始まったアニメはシリーズ4作品まで続く程の反響を呼んだ。
ジャンルとしてはダーク・ファンタジーだが、魔法や超能力などの要素は控えめである。組織化された軍と戦術、現実の科学技術をモチーフとした装備などの軍事設定が盛り込まれ、架空戦記のような硬派な展開が主になっている。また、巨人や世界の設定には謎が多く、ストーリーが進むにつれて解き明かされていく。単行本の表紙カバーを外すと巨人から逃げて海を越え、もう1つの土地の壁の中に移住する人々を描いた中世の古文書風の絵が見られる。絵に書き込まれた文字は一見解読不能に見えて、実は逆さにすると、カタカナで記された日本語になっている。これらは物語の核心に触れる内容となっているが、これについて諫山は「この世界における教科書の1ページ目で、誰でも共通で持っている知識とかそういうものを込めている」と述べている。本作品は作者のデビュー作の読み切り版「進撃の巨人」が原型となっている。持ち込みのころからの担当編集者の川窪慎太郎は「諫山の作風が『別マガ』のコンセプトに合致している」との考えから、コンペに合わせて読み切り版を連載用に作り直すことを提案した。川窪によると、手探りの中で創刊した雑誌での新連載であったため、当初は指針や読者の傾向などが不明瞭で苦労したが、そのおかげで実験的なことも可能であったという。
読み切り版では「巨人は宗教科学団体が人類を駆逐するために作り出した兵器」「立体機動装置が登場せず無線機器が利用できる」などの設定が異なるものの、「人類は巨人が進入できない場所での生活を余儀なくされる」「人類の抵抗軍に所属する一人の兵士が巨人に変身する力を得る」という連載版の要素も含まれていた。作者は「巨人を最大限に活かすことの出来る世界観を考えた」「まずは世界観ありきで創り始めた」と語っている。
2019年に作者の地元の大分県日田市は本作品の10周年を記念して、銅像を設置するためのクラウドファンディングを募った。2020年11月には大山ダムの前に「エレン・ミカサ・アルミンの少年期の銅像」が設置された。さらに第二弾として2021年3月には「リヴァイ兵長の銅像」がJR日田駅前に設置。また、道の駅には「進撃の巨人諫山創ミュージアム」も建設予定。

## 売上記録
2010年12月（第3巻発売時）には既刊2巻の累計のみで発行部数が100万部を突破した。9巻までの発行部数は2013年4月初頭（10巻発売）時点で1200万部を突破していたが、アニメ放送開始後はさらに売上が伸び、同年の8月初頭（11巻発売）時点で10巻までで2300万部を突破。2013年12月9日に発売された12巻は初版発行部数が約220万部に達し200万部の大台を突破した。2014年4月9日に発売された13巻は、講談社史上最高となる初版275万部を記録し、この記録更新は1987年に発売された、『ビー・バップ・ハイスクール』8巻の227万部以来、約26年ぶりの大快挙である。全世界18言語・180ヵ国以上で出版され、2023年11月時点で全世界でのシリーズ累計発行部数が1億4000万部を突破するなど、日本のみならず世界中に衝撃を与えつづけている。講談社の漫画で1億部を突破したのは、『金田一少年の事件簿』シリーズに続いて2作目。
海外でも各国で出版されており、韓国では2011年からコミックスが35万部以上の売り上げを記録（2013年8月時点）。アニメも日本と同時期にテレビ放送された。あまりの人気に放送日時が変更されたり、主題歌やオリジナルサウンドトラックまで日本と同時に発売されるなどの異例のブームとなる。米国では、ニューヨーク・タイムズ（NYタイムズ）のベストセラーコーナーに掲載される週間マンガランキングの2013年10月第2週で、本作品の1巻が第1位。2位が2巻、4位が7巻、5位が3巻とベスト5を占める結果となった。

## あらすじ
人類は突如出現した「巨人」により滅亡の淵に立たされた。生き残った人類は「ウォール・マリア」、「ウォール・ローゼ」、「ウォール・シーナ」という巨大な三重の城壁（甕城）の内側に生活圏を確保することで100年の間、辛うじてその命脈を保っていた。
ウォール・マリア陥落（1巻）
ウォール・マリア南端のシガンシナ区で生活する少年エレン・イェーガーは、医者の父グリシャと母カルラ、そしてイェーガー家に引き取られた幼馴染のミカサ・アッカーマンと一緒に暮らしていた。壁の外の世界に憧れるエレンは、壁外調査へ出られる調査兵団への入団を希望していた。壁外調査は多数の死亡者を出すことから、カルラやミカサには入団を反対されるが、それでもエレンは幼馴染のアルミン・アルレルトと壁外への夢を語り合うのだった。
エレンが10歳となった845年。突如現れた、壁を超える巨体を持つ「超大型巨人」でシガンシナ区の扉が破られ、巨人の群れが壁内に侵入する。全身が堅い外皮に覆われた「鎧の巨人」で壁が突破されたウォール・マリアは放棄され、人類の活動領域はウォール・ローゼまで後退することになった。目前で母カルラを巨人の一体に捕食され、すべてを奪われたエレンは巨人の駆逐を決意し、ミカサやアルミンと共に第104期訓練兵団に入団する。
トロスト区攻防戦（1-3巻）
シガンシナ区陥落から5年、訓練兵団入団から3年後の850年。全課程を修了し、トロスト区の壁上固定砲の整備を行っていたエレンの前に「超大型巨人」が現れる。再び蹴破られた扉から無数の巨人が侵入、トロスト区は混乱状態となる。運悪く、対巨人戦に慣れた調査兵団は壁外調査に出ており、トロスト区の駐屯兵団と104期訓練兵団の卒業生が合同で巨人討伐を開始する。エレンはアルミンと同じ班になるが他の班員は全滅し、自身もアルミンの身代わりとなって巨人に捕食されてしまう。
アルミンは他の104期生たちと合流し、そこへ避難口でのトラブルを解決したミカサが駆けつける。アルミンから、エレンを含む班員が全滅したことを聞かされた104期生たちは動揺する。ミカサはその中で一人平静を装い、仲間たちを鼓舞して巨人に立ち向かうが、エレンを失ったショックから冷静さを欠き、窮地に陥る。それでもエレンへの思いを支えに立ち上がった彼女の前に「巨人を殺す巨人」が現れる。「巨人を殺す巨人」を利用したアルミンの作戦により、104期生たちは力を合わせてトロスト区からの脱出を果たす。一方「巨人を殺す巨人」は戦いの末に力尽き倒れるが、蒸発していくそのうなじから体を引きはがすようにして現れたのは、死亡したはずのエレンだった。
エレンの存在に恐怖した駐屯兵団により、彼をかばうアルミン、ミカサもろとも抹殺されようとしていた。しかし、兵団の説得に当たったアルミンの弁論がピクシス司令の関心を引いたことで救命される。ピクシス司令は、エレンの力で大岩を運び、破壊された扉を塞ぐというアルミンの発想を採用し、全軍にエレンの支援を命令する。ところが全軍の期待を負って巨人化したエレンは暴走し、意識を失い倒れこんでしまった。
過去と決意（4巻）
アルミンの呼びかけで意識を取り戻したエレンは、彼を援護した兵団から多大な犠牲を出しながらも扉を塞ぐことに成功する。残った巨人たちも急遽駆けつけた調査兵団と駐屯兵団工兵部により殲滅され、人類は初めて巨人から領地を奪還した。
物語は、104期訓練兵団時代の回想へと移る。憲兵団を志望するジャンとエレンの対立や、姿勢制御訓練に失敗し続けるエレンとそんな彼に助言を送るライナー、ベルトルトとの交流、アニとの対人格闘訓練の様子などが語られる。最後にマルコとジャンの会話のシーンが描かれた後、時はトロスト区奪還直後に戻る。
同期生たちから理想の指揮官として慕われ、自分の資質を見出してくれたマルコの遺体を確認したジャンは、調査兵団への志願を決意する。そのころエレンは地下牢に監禁されていたが、そこへ調査兵団団長のエルヴィン・スミスが訪れる。
第57回壁外調査（5-7巻）
エレンは調査兵団に配属され、監視と警護のために特別作戦班（通称リヴァイ班）に編入される。時期を同じくして同期の配属も決定し、ミカサ、アルミン、ライナー、ベルトルト、ジャン、コニー、サシャ、クリスタ、ユミルらが調査兵団に入団する。
調査兵団分隊長のハンジ・ゾエは、トロスト区で生捕りにした2体の巨人の生体調査を続け、僅かながら成果が現れつつあった。しかし、2体の巨人は何者かにより殺害されてしまう。壁の破壊を企む者の存在が疑われる中、エルヴィンは第57回壁外調査を強行する。エレンはいつとも知れず失踪した父グリシャから言い残された「自宅の地下室」を目指そうとする。だが、調査出発からほどなくして出現した「女型の巨人」に調査兵団は蹂躙される。
調査兵団は女型を一度捕獲したが結果として作戦は失敗に終わり、撤退を余儀なくされる。エルヴィンは作戦失敗の責を問われることになり、エレンの身柄は憲兵団へ引き渡されることとなる。
ストヘス区急襲（8巻）
物語はウォール・シーナ、憲兵団内部から始まる。強い正義感を持つマルロは腐敗した憲兵団を立て直すという理想を語る。ヒッチはそれを嘲笑う一方で、アニから欲に弱いのが普通の人間であると指摘されたことで、変わるべきは腐敗を誘発する組織の仕組みではないかと考え直す。
調査兵団は憲兵団の警備の甘さを利用してエレンを護送馬車から脱出させ、さらに間者の捕縛をもくろむ。アルミンの作戦で誘い出された疑惑の人物はアニであった。追い詰められたアニは「女型の巨人」と化して脱出を図るが、巨人化したエレンにより阻まれ、硬化能力を応用して作り出した水晶体に自らを封じる。
「女型」が崩した壁からは、大型巨人が顔をのぞかせていた。驚愕するハンジたちの前にウォール教のニック司祭が現れ、巨人に日光を当てないよう進言する。
ウォール・ローゼ内地（9巻）
「女型の巨人」捕獲作戦に従事したエレン、アルミン、ミカサ、ジャンの4人を除く調査兵団の104期生たちは敵との共謀を疑われ、兵装を解除された状態で軟禁されていた。しかし壁内であるにも拘らず、突然複数の巨人が出現するという緊急事態が発生し104期生たちは装備を与えられないまま、住民の避難誘導に駆り出される。サシャとコニーはそれぞれの故郷が近場だったため、案内役を務めることになった。
ミケ分隊長は単騎での時間稼ぎを引き受けるが、体が無数の毛で覆われた「獣の巨人」に翻弄される。「獣の巨人」は他の巨人に命令して意のままに操るという未知の能力を見せ、さらに立体起動装置に興味を示して奪い取ると、ミケを残りの巨人たちに捕食させた。
故郷の村に戻ったサシャは、民家の中で巨人に捕食されている女性を発見し、その娘らしき少女を保護。辛うじて手に入った弓矢で窮地を免れ、少女の知らせで駆けつけた父親と再会する。一方、同じく故郷へと駆け戻ったコニーは、破壊され無人となった故郷を見て落胆するが、そこに取り残されていた巨人に母の面影を見出す。
ハンジたちと行動を共にしていたニック司祭は、壁の秘密を話す決定権を持つ人物の存在としてクリスタの名を挙げる。
ウトガルド城の戦い（10巻）
コニーたち一行はウトガルド城の廃墟で休息をとるが、そこにも巨人たちが現れる。装備のない104期生を守りベテラン兵士たちは全滅、全員の命が危機に瀕する中、ユミルは「胸を張って生きろ」とクリスタを励ますと巨人化し、巨人の群れに立ち向かった。
多勢に無勢のユミルだったが、危ういところへハンジたちが駆けつけた。クリスタはかねてからの約束として、ヒストリアという本名をユミルに打ち明ける。
夜通しの索敵にもかかわらず、ウォール・ローゼに巨人が侵入できる穴は見つからなかった。104期生たちが壁上で待機している最中、ライナーはエレンに突然「自分が鎧の巨人で、ベルトルトが超大型巨人だ」と告白し、自分たちの故郷への同行を求める。
エレン奪還戦（11-12巻）
ライナーたちの裏切りに激昂したエレンは巨人化して抵抗するが、激戦の末に敗北しユミルと共に連れ去られてしまう。エルヴィン率いる調査兵団は合流した憲兵団・駐屯兵団と共に、ハンジが逃亡先と推理した巨大樹の森にエレンの奪還に向かう。
ライナーは壁の破壊を目的とする「戦士」と調査兵団の「兵士」との二重生活に耐えられず、精神に異常をきたしていた。裏の事情を知るユミルは、獣の巨人が巨人発生の元凶であり、その目的は威力偵察だと指摘する。
捨て身の作戦により調査兵団はライナーたちの逃亡を阻止、エレンを奪回の上で撤退する。
王政編（13-17巻）
ハンジは壁内に出現した巨人について、その正体はコニーの故郷のラガコ村の住人であると推定。また、巨人の弱点であるうなじ部分「縦1メートル横10センチメートル」が、人間の脳から脊髄にかけての大きさに相当することを指摘する。調査兵団が隠された謎に近づくほど中央からの圧力は重くなり、ニック司祭が拷問の末に暗殺されるなど、事態は闇を深めていく。
ウォール・マリア奪還に向け、エレンが持つ巨人の力に期待がかかる。リヴァイは「エレンには死にもの狂いになれる環境が相応しい」として、生き残った104期生の中からミカサ、アルミン、ジャン、コニー、サシャ、クリスタを新生リヴァイ班に加える。新生リヴァイ班は憲兵の目を逃れるため山奥へ身を隠し、エレンの巨人化実験を進めていく。そんな中、クリスタは真の王家であるレイス家の私生児「ヒストリア」としての凄惨な過去を語った。
調査兵団は偽りの王家を擁する現政権のプロパガンダや、その状況を利用しようとしたケニーらに追い詰められるが、数々の苦難を辛くも打ち破る。重傷を負ったケニーは、巨人化の薬と注射器が入った箱をリヴァイに託して死亡する。父との離別を経て自分自身を確立したヒストリアは自ら身分を公表し、兵団は彼女を真の王として擁立、フリッツ朝の中枢を粛正する。
ウォール・マリア最終奪還作戦（18-21巻）
ヒストリア女王の戴冠と新体制発足のもとで技術革新が進み、調査兵団はハンジ主導のもと新兵器「雷槍」を発明する。またエレンの硬質化能力の研究が進んだことで、ウォール・マリアの壁を塞ぐ手段が確立されたほか、半自動で巨人を討伐する新兵器も開発された。マルロやフロックら他兵団からの転属組を加えた調査兵団は、ウォール・マリア最終奪還作戦を開始する。しかしシガンシナ区では、「獣の巨人」ことジークが、ライナーとベルトルトを従えて待ち構えていた。
調査兵団はシガンシナ区に到着しエレンの硬質化能力で破られた扉の封鎖に成功するが、壁内に潜んでいたライナーが「鎧の巨人」と化すと同時に、シガンシナ区郊外（ウォール・マリア内側）に「獣の巨人」率いる多数の巨人が出現。挟撃を受ける形となった調査兵団は内門側で「獣の巨人」を防ぐリヴァイ・エルヴィンの隊と、シガンシナ区で「鎧の巨人」を倒すハンジ班・104期生に分かれて戦闘を開始する。
圧倒的な力を発揮する「獣の巨人」に対し、エルヴィンは自らと新兵たちの特攻を囮にした奇襲作戦を実行する。エルヴィンと新兵たちは「獣の巨人」の投石で無惨にも散っていった。そして作戦通りに、リヴァイは「獣の巨人」がエルヴィン達の特攻に気を取られているうちに「獣の巨人」に接近して奇襲を仕掛け、「獣の巨人」との戦闘になる。リヴァイの圧倒的な力の前に「獣の巨人」は為す術もなく切り刻まれ、遂に本体であるジークを巨人の体の中から引きずり出すことに成功する。
リヴァイはエルヴィンから渡されていた「注射薬」で、生き残りの兵士に「獣の巨人」の力を継承させようとする。しかしその直後、突然現れた「四足歩行型の巨人」にジークは救出されてしまう。更に、「鎧の巨人」もミカサの雷槍で倒されるが、ライナーもまた「四足歩行型の巨人」に救出され、ベルトルトを除く3人は撤退する。
「超大型巨人」はアルミンの捨て身の陽動作戦により、エレンの手で討伐された。奇跡的に生き残っていたフロックにより運ばれてきたエルヴィンとアルミン、巨人化薬で救命できるのは瀕死の二人のうち一人のみであり、それぞれの感情が交錯するが、判断を任されていたリヴァイの選択によりアルミンに注射が打たれる。巨人化したアルミンは捕虜となったベルトルトを捕食、「超大型巨人」の能力を継承した。
世界の真相（21-22巻）
調査兵団はエルヴィンをはじめとする大多数の兵士を喪いながらも、シガンシナ区を奪還しエレンの生家へ到達。地下室でグリシャの手記を入手した。
生還者への勲章授与式を初めとするウォール・マリア奪還後の事後処理の間に、グリシャの遺した手記が紐解かれ、壁外にも人類社会が存在し、より進んだ文明が繁栄していること、エレンの持つ巨人の力が「九つの巨人」の内の1つである「進撃の巨人」だったことなど数々の真実が明かされていく。その最中、エレンは「座標」を通じ、徐々にグリシャを初めとする過去の人物の記憶と交感するようになっていく。
調査兵団は巨人の正体が壁内人類と同じ祖先をもつ「ユミルの民」であり、他の人類からは「悪魔の民族」と呼ばれていること。壁内人類は100年前に、パラディ島に逃れると壁を築いた初代王により記憶を改ざんされていたこと、島の資源を狙う壁外勢力の侵攻計画に晒されていることを公表する。
トロスト区襲撃から1年、1度目の「超大型巨人」襲来から6年が経過するころ、パラディ島から巨人はほぼ一掃され調査兵団はエレンたちが幼い日に憧れた海に到達する。アルミンたちは感激に浸るが、エレンは一人海の向こうの敵を見据えていた。
マーレ篇（23-24巻）
舞台はライナー達の「故郷」であるマーレへと移り、マーレ側から見た歴史や外交問題、ガビやファルコを始めとするマーレ国内のエルディア人を巡る事情が説明され、ライナーたちの過去が語られる。
シガンシナ区の戦いから4年が経った854年、始祖奪還作戦の失敗から開戦した中東連合との戦争が終結する。長く続いた戦争に勝利したマーレであったが、巨人戦力の優位性は近代兵器の発達により失われつつあることが露呈し、巨人兵器となるエルディア人を取り巻く状況は悪化する一方であった。エルディア人戦士隊を率いるジークは、巨人戦力の統制を絶対的な物とする名目の元、改めて始祖奪還を軍上層部に提言する。
収容区に帰還したエルディア人部隊が束の間の休息を得ているころ、戦士候補生のファルコは入院している負傷兵のクルーガーと次第に親しくなっていく。その頃、かつて巨人大戦終結の鍵となり、現在はマーレ政府のフィクサーとして君臨し「戦槌の巨人」を代々受け継ぐタイバー家の当主ヴィリー・タイバーは、パラディ島への宣戦布告を含め全世界へ向けた演説を行おうとしていた。演説が始まる中、ファルコはクルーガーの頼みでライナーを彼に引き合わせる。しかし、クルーガーの正体はパラディ島から海を越えてマーレに潜入していた敵、エレンであった。
レベリオ収容区襲撃（25-26巻）
ヴィリー・タイバーがパラディ島に宣戦布告した直後、エレンはその場で「進撃の巨人」となってタイバーを食らい、レベリオ収容区を襲撃する。エレンが巨人化した際、ライナーはファルコを庇って戦闘不能になってしまう。
エレンでマーレ軍上層部を含めた各国の首脳や民間人が殺害され、レベリオは大混乱に陥る。しかし、パラディ島勢力の襲撃を予期し、対巨人用の兵器を既に配備していたマガトがマーレ軍の指揮を取り、戦闘態勢に入る。更に、今まで不明だった「戦槌の巨人」の継承者がヴィリー・タイバーの妹、ラーラ・タイバーだと判明。彼女も巨人化の上で参戦し、エレンとの戦いが始まる。
何度うなじを潰されても何故か全く倒れることのない「戦鎚」が「進撃」を追い詰め始めた頃、エレン側にリヴァイやミカサを始めとする新型立体機動装置を装備した調査兵が参戦する。更に、マーレ側には「獣の巨人」となったジークに加え、兵装車両を装備した「車力の巨人」となったピーク、「顎の巨人」となったポルコが参戦し、両陣営の最大戦力がぶつかり合う。
戦いの最中、ミカサと「戦槌の巨人」の戦いを観察していたエレンが「戦槌の巨人」の秘密を暴き、これを無力化する。しかし、「戦鎚」の本体であるラーラ・タイバーは自身を強固な水晶体で包んでおり、エレンの「進撃」の力ではこれを破壊することは不可能だった。
その頃、軍港地帯ではマーレ海軍が軍港に兵達を集結させ、レベリオの戦いに加勢すべく急いでいたが、突如、漁船に扮して現れたアルミンが「超大型巨人」となって軍港を破壊。マーレ海軍は一瞬にして軍港の周辺地帯もろとも壊滅する。
その直後、レベリオではリヴァイの奇襲で「獣の巨人」が敗れ、「車力の巨人」もジャンたちの猛攻で本体のピークが瀕死の重傷を負う。それに相次ぎ、「顎の巨人」もミカサで両足を切断された挙げ句、エレンに両腕を引きちぎられ、捕らえられてしまう。そして、エレンは「顎の巨人」の強靭な顎を利用し「戦槌の巨人」を捕食する。そのまま「顎の巨人」も捕食しようとするが、ガビとファルコの声に反応したライナーが復活。ライナーとエレンの一騎打ちになる。
満身創痍の状態でなんとか巨人化した程度の不完全な「鎧の巨人」でエレンに敵うはずはなく、エレンの一撃で「鎧の巨人」は倒れ、勝負は一瞬で決着がつく。しかし、その直後にエレンも力尽きたため、ミカサとともに飛行船で撤退。結果的にライナーとエレンの勝負は痛み分けとなった。
ガビは「パラディ島の悪魔」に故郷を蹂躙され、友人や仲間を殺されて激怒する。復讐心に燃えるガビはファルコと共に飛行船に潜入し、サシャを殺害する。ガビとファルコは捕らえられ、ガビはレベリオ襲撃の恨みを叫ぶが、2人の前に首謀者として現れたのは、リヴァイの奇襲で殺害されたはずのジークだった。
エルディア国の情勢（27-29巻）
物語は再びパラディ島、エルディア国の視点に戻る。調査兵団がウォール・マリアを奪還し、海へと辿り着いた後の4年間に起きた出来事である、イェレナを始めとする反マーレ派義勇兵との出会いや、エルディア国初の友好国となったヒィズル国との外交などが語られる。
過去回想が終わると、時はレベリオ収容区襲撃後へと戻る。捕虜として監禁されていたガビとファルコは脱走後、サシャがかつて救った少女、カヤと出会い、サシャの父が経営するブラウス厩舎の世話になる。ガビはカヤとの対話を経て、マーレから植え付けられてきた思想が揺らぎ始めていた。
マーレからの帰還後、調査兵団はジークを巨大樹の森に隔離し、エレンを地下牢へ拘束する。104期生の間でもエレンに対する信頼が揺らぎ始めていた。一方、フロックたちがイェーガー派として勢力を確立し、エレンを擁護するとともに彼の解放を兵団に要求する。そして彼らの工作でエレンの拘束が世間に知れ渡ってしまい、かつての協力者たちや民衆までもが兵政権への不信を抱き始める。ハンジはその対応に悩んだ末、彼らを情報漏洩の罪で拘束する。危機感を抱いた兵団は「地鳴らし」を世界に対する抑止力とするため、妊娠中のヒストリア女王に「獣の巨人」を継承させようと目論む者と、それに反対する者とで意見が割れていた。その裏では、ジークとその信奉者であるイェレナたちで「エルディア人安楽死計画」が進行していた。
様々な疑念や思惑が交錯する中、遂にイェーガー派が本格的に動き出す。全兵団を束ねるダリス・ザックレーが爆殺され、拘束されていたフロックらは、既に兵団の中に潜んでいたイェーガー派で解放される。更にエレンも「戦鎚」の力を使って地下牢から逃亡し、イェーガー派と合流。
その後、ニコロのレストランに食事を振る舞われていたブラウス一家とガビ達、そしてアルミン達が集う。その時、サシャを殺害した人物がガビであったことを知ったニコロは激昂し、ガビをワイン瓶で殴ろうとするが彼女を庇ったファルコが代わりに負傷してしまう。
騒動を聞きつけたアルミンたちがブラウス一家と合流した後、ニコロはサシャの父の言葉で思い留まるが、彼が平静を取り戻した直後、彼は今まで憲兵や兵団上層部に振る舞っていたワインの中にジークの脊髄液が含まれていた可能性が高い事、そのワインをファルコが口にしてしまったことを告げる。更に、アルミンたちの前に突然エレンとフロック率いるイェーガー派が現れ、イェーガー派はアルミンたちを拘束のうえでウォール・マリアのシガンシナ区へと移る。加えて、脊髄液入りワインを利用しイェーガー派がエルディア国を実質的に支配してしまう事態に。
一方で、巨大樹の森ではジークが脊髄液入りのワインを口にした監視役の調査兵たちを一斉に巨人化させ、リヴァイの監視を抜け出してエレンとの接触を図ろうとする。
エレンはシガンシナ区の砦に戻るがそこに潜入していたピークが現れ、更に「顎の巨人」となったポルコが出現、エレンに奇襲を仕掛ける。更に上空には、レベリオの雪辱を果たすべく、元帥となったマガト率いるマーレ軍の飛行船が現れていた。
パラディ島奇襲（29-30巻）
潜入していたピークたちの工作で「始祖の巨人」の奪取を狙うマーレ軍の攻撃が開始され、更にマガトらと共に飛行船に乗っていたライナーが「鎧の巨人」として降り立ち、シガンシナ区は混戦状態となる。
エレンは「進撃」の戦闘能力と「戦鎚」の力を駆使して対抗するが、彼1人で「鎧」、「顎」、「車力」の3人の相手取ることに加え、マーレ軍の砲撃などもあったため、初めはマーレが戦況を優位に進めていた。
しかし、リヴァイの監視を抜けてシガンシナへと駆け付けた「獣の巨人（ジーク）」の出現により、戦況は一変する。「獣の巨人」の投石でマーレ軍の飛行船は撃墜され、シガンシナ区内で戦っていたマーレ兵やライナーたちも成す術もなく圧倒され始める。その隙にエレンはジークとの接触を図るべく、ジークの元に接近していく。
その頃、牢に捕らえられていたアルミンたちの元にオニャンコポンが現れ彼らを解放する。解放されたアルミンたちはピクシスらも解放し、シガンシナの戦いに加わる。エレンの真意がジークの計画への加担ではなく、パラディ島を守ることにあるのではないかという事を悟ったアルミンたちは、一旦はエレンとジークの接触を支援することに決める。
一方で、ジークの脊髄液を口にしてしまったために捕らえられていたファルコは、ナイルの計らいでガビとコルトとの再会を果たす。その後、ガビたちはマーレ軍と合流しようとするが、その途中でカヤがサシャを殺したガビを殺したいほど恨んでいる事を知ってしまう。物陰でその話を聞いていたガビは、この島にいたのは悪魔ではなく人であったこと、自分たちが何度も同じことを繰り返していることに気づき始める。
その後、ピークとマガトの騙し討ちでジークが倒れるが急所は外れていたため、ジークは絶命していなかった。ジークはエレンとの接触の障害になるものたちを排除するべく、「叫び」で脊髄液入りのワインを口にしてしまった人々を巨人化させようと試みる。その直前、ファルコを連れたコルトが現れファルコも脊髄液を口にしてしまった事を告げ、「叫び」を待つように懇願する。だが、ジークはそのことに苦悩しながらも「叫び」の力を行使し、ファルコやピクシスらは全員「無垢の巨人」となってしまう。その時、ファルコの近くにいたコルトは巨人化時の熱で死亡する。
その直後にマガトらが再度砲弾を放ち、「獣の巨人」の急所を完全に貫く。それで使命は終えたと悟ったライナーは、巨人となってしまったファルコを救うべく、自身を食わせてファルコに「鎧の巨人」を継がせようとする。しかしそこに、瀕死の状態となっていたポルコが現れる。兄の記憶をみて過去の一連の出来事を知り、満足した様子のポルコはファルコに「顎の巨人」を継承させる。
その後、マガトに撃たれたジークは死んだふりをしていたことが判明しエレンもアルミンたちの支援を受け、2人の接触は目前に迫っていた。しかし、対巨人ライフルを持ったガビがエレンを狙撃し、エレンは首を飛ばされてしまう。エレンが完全に絶命する前に、エレンの首をジークが掴むことで2人は接触を果たし、精神世界の「道」に辿り着く。
「道」に辿り着いたエレンは、ジークと共にグリシャの記憶を辿る。グリシャの記憶から、彼がウォール・マリア陥落の当日にレイス家を訪れ巨人に対抗するよう求めたものの、「始祖の巨人」の力を持つフリーダ・レイスが不戦の契りに縛られていたためにグリシャの説得は失敗に終わり、レイス家を殺害してグリシャが「始祖の巨人」を奪取したことを知る。
地鳴らし（30-34巻）
その後、エレンは「道」にいたユミルを味方につけることで始祖の力を掌握し、パラディ島の壁をはじめとする全ての硬質化を解き、パラディ島以外の人類を虐殺し世界を平らにする「地鳴らし」を発動する。巨人の硬質化で構成されていたパラディ島の三重の壁は崩壊、「壁の中の巨人」は「終尾の巨人」と化したエレンに率いられてパラディ島の外側へ向かって進み始める。

## 登場人物
エレン・イェーガー
本作の主人公。第104期訓練兵団5席。母親を巨人に殺された過去から巨人の駆逐を行動原理とする。
ミカサ・アッカーマン
本作のヒロイン。第104期訓練兵団首席。エレンの幼馴染。優れた身体能力を持ち、巨人討伐において傑出した才能がある。
アルミン・アルレルト
第104期訓練兵団。エレンとミカサの幼馴染。非力だが作戦立案の能力に秀でている。
ライナー・ブラウン
第104期訓練兵団次席。屈強な肉体を持ち実力は非常に高く、104期の兄貴分的存在。
ベルトルト・フーバー
第104期訓練兵団3席。どの分野もそつなくこなし積極性に欠けるが、長身で運動能力も高い。
アニ・レオンハート
第104期訓練兵団4席。小柄だが、蹴り技主体の対人格闘術に優れた能力を持つ。
ジャン・キルシュタイン
第104期訓練兵団6席。立体機動装置の扱いに長け、現状認識能力に優れる。エレンとは気が合わない。
マルコ・ボット
第104期訓練兵団7席。王への忠誠心が強く、指揮役として優れた資質を持つ。
コニー・スプリンガー
第104期訓練兵団8席。自称「天才」のお調子者。バランス感覚と俊敏さに秀でている。
サシャ・ブラウス
第104期訓練兵団9席。幼い頃の狩猟生活で得た弓術、天性の勘の良さと五感に優れている。
クリスタ・レンズ
第104期訓練兵団10席。周囲の人間を惹きつける不思議な人徳の持ち主。本名は「ヒストリア・レイス」。
ユミル
第104期訓練兵団。クリスタに執着している謎の多い人物。
エルヴィン・スミス
調査兵団第13代団長。くせ者揃いの調査兵団を取りまとめる、卓越した統率力と決断力の持ち主。
リヴァイ
調査兵団兵士長。冷徹で小柄だが、1人で1個旅団並みの戦力を持つ最強の兵士。本名は「リヴァイ・アッカーマン」。
ハンジ・ゾエ
調査兵団分隊長。巨人の生体調査で裏付けされた洞察力と先見性を持つ。

## 用語
本編のほか、別冊少年マガジン2011年8月号掲載の「特別企画『進撃の巨人』の世界!!」も参照とする。

### 巨人
巨大な人型の生命体。巨体に見あった強大な膂力はもちろん、驚異的な生命力をも持ち、頭部や四肢を吹き飛ばされるような大きな損傷でも1 - 2分程度で再生してしまう。痛覚は若干の個体差が認められるが、それでも人間に比べると遥かに少ない。一方で持久力には限界があり、疲労した場合は動きが大幅に鈍る。後頭部より下の「うなじにかけての縦1メートル、幅10センチメートル」（巨人のサイズに関係なく共通）が唯一の弱点で、ここを激しく損傷すると再生することなく絶命する。そのため、兵士は二刀を用いてこの部分をV字型に削ぐ戦法をとっている。また、死んだ巨人の肉体は気化するように朽ちて消滅していく。
さらに肉体を構成する物質の密度が低く、見た目に比して体重は極めて軽い。それ故かサイズによらず概して巨体の割に動きは俊敏であり、立体機動中の人間であっても比較的容易に捕獲する。走る速度は人間に比べれば圧倒的に速いが、調査兵団の馬よりはやや遅い。そのため多くの場合、馬さえあれば逃げ切れるが重荷を積んだ馬車だと逃げ切れない場合がある。
壁外地域の存在であるため、その生態には不明な点が多い。知性はなく、言語も解さないため人間との意思疎通は不可能とされていたが、イルゼ・ラングナーが遭遇した個体やラガコ村でコニーが遭遇した個体など、特定の個人を認識した場合に言葉を発する例外もある。その体は蒸気が出るほどに高温で、「南方から現れる」「人間を喰らう」「人間以外の生物には興味を示さない」などが判明している。人間を喰らうが食事の必要はなく、100年以上人間を捕食できない環境下でも存在し続けている。ただし、消化器官がないために捕食した人間をほぼ未消化で吐き出す。そのため、人間の捕食理由は殺戮にあると推測されている一方で「人間を喰らうという行動の結果、死なせてしまう」のであって、「人間を食殺以外の方法で殺そうとする行動は取らない」とも言われている。また巨人化したエレン、ライナー、ユミルに対しても、形態が人間ではないにもかかわらず、人間同様に捕食するため襲い掛かってくる。喜怒哀楽の表情こそ見られるものの、他の表情に変化することはなく、例として笑顔の者や無表情の者はいかなる負傷を受けようと常に笑顔のままや無表情のままである。
外見は個体で差が著しく、肥満体、痩せ型、腕の細い者や長い者、長い髪や口髭のある者などに加え、首と呼べる部分が無いなどおよそ人間とはかけ離れた個体も存在するなど多彩。なお、人間の存在を何らかの方法で感知する術を持ち、より多くの人間が密集している領域に惹かれる性質がある。通常の巨人（通常種）は、視界内に人間がいれば、その人間を捕食しようとする。人間との力の差は圧倒的で、巨人討伐のプロである調査兵団であっても最優先されるのは巨人と出会わないこと、戦わないこととされる。また、複数で行動することが多く、多数が現れると非常に危険な状況となるが、巨人同士による組織的な連携行動は通常においてはあまり見られない。
後にロッド・レイスで、無垢の巨人が巨人化能力者を捕食すると、その能力者の力と記憶を受け継いで人間に戻ることが明かされた。これにより、無垢の巨人が本能で人間を捕食する理由が、元の人間に戻るためであることが判明した。ウォール・ローゼ内に出現した巨人の調査の結果、討伐した巨人の数がラガコ村の人数とほぼ同じことと、コニーの生家にいた巨人がコニーの母親と判明したこと、巨人共通の弱点である「うなじの縦1メートル幅10センチメートル」が「人間の脳から脊椎」に相当する大きさであることから、巨人の正体が人間である疑いが濃厚になった。さらにグリシャの遺した手記から、巨人の正体が、マーレ人に罪人として薬物投与された「ユミルの民」であること、南方の壁から近い位置にある海岸線でエルディア人が巨人化させられているため、巨人が南方から現れることも判明した。
なお、英訳には「ジャイアント」 (Giant) ではなく「タイタン」 (Titan) が使われている（作品の英訳タイトルも「Attack on Titan」）。

#### 無垢の巨人（むくのきょじん）
壁内では大まかに「通常種」と「奇行種」の2種に分類されている。巨人化能力者の存在が確認されてからは、まとめて「無知性巨人」とも呼ばれる。その正体は上記の通り、壁内人類の同胞でもある「ユミルの民」と呼ばれる特殊な種族の人間。
通常種（つうじょうしゅ）
記録では743年ごろに出現し、人類の大半を食い尽くしたとされる存在。小さい個体でも3メートル、大きい個体は15メートルの巨体を擁し、主に「4メートル級」「7メートル級」など目測によるメートル法で分類される。「超大型巨人」の出現まで15メートルが最大とされていた。大半は人間の男性のような体つきをしている。骨格や筋肉、臓器なども人間と酷似しているが、生殖器は存在しない。歯の外形は人間に似ているが数ははるかに多い。体温が極端に高く、周辺の空気が対流する様子も描かれている。夜間、暗所では活動が低下する。ただし、個体差があり、ウトガルド城跡戦や『Before the fall』では夜間も活発に活動できる個体が確認されている。
奇行種（きこうしゅ）
通常種には見られない、特異な行動を取る巨人の総称。劇中では目の前の障害物にかかわらず直進し続ける巨人や、視界内に人間がいても無視し、より遠くの場所にいる多くの人間を優先して襲おうとする巨人などが登場している。通常種は足が遅く行動が読みやすいため、それこそが人間にとって唯一有利な点であるが、奇行種は足が速いうえ行動が全く予測できないため、壁外調査で最も危険な存在である。エルヴィンが考案した索敵陣形でも奇行種との戦闘だけは避けられないため、遭遇による危険度は並の巨人をはるかに凌駕する。
壁だけを破壊して姿を眩ました超大型巨人や鎧の巨人、人間を捕食せず巨人だけを攻撃したエレン巨人体（進撃・始祖の巨人）といった「九つの巨人」も、最初は「奇行種」に分類されていた。
マーレ軍は、パラディ勢力側の言う「奇行種」の問題について、「すべての巨人が仕組み通りに行動するわけではない」ことを認識していた。
巨人化の薬（きょじんかのくすり）
ある特定の人間を巨人化させる薬で、注射または経口投与で被投与者が巨人化する。壁内ではレイス家のみが所持しており、製造過程や入手経路などの詳細は不明だが、人間の脊髄液に由来する成分と思われることと、空気に触れると気化するなどの性質を持つ。その正体は巨人の脊髄液で、「ユミルの民」がこれを摂取することで無垢の巨人となる。他の人種が摂取しても巨人化するかは不明だが、例としてマーレ人（他の人種）の父親と純血のエルディア人（ユミルの民）の母親をもつライナーは巨人化能力者となっている。
エレンを巨人化させた薬
グリシャがレイス家襲撃の際に奪取したもの。フリーダから奪った「始祖の巨人」の力をエレンに託すため、注射でエレンを3〜4メートル級に巨人化させた後、自身を捕食させた。
フリーダを巨人化させた薬
レイス家の継承で注射し、先代の継承者であったウーリを捕食する。
ヒストリアを巨人化させる薬（ロッドを巨人化させた薬）
ヒストリアを巨人化させ、エレンを捕食させることで「始祖の巨人」の力を取り戻そうと目論むが、ヒストリアがこれを拒否し、注射器を破壊したため、未遂に終わる。後にロッドが経口摂取して巨人化する。
「ヨロイ」のラベルが付いた薬
ロッドが隠し持っていた薬のひとつ。エレンがその瓶を噛み砕き、その薬をそのまま経口摂取したことで硬質化の能力を得る。
ケニーがロッドからくすねた薬
ロッドが隠し持っていた薬のひとつ。ウォール・マリア奪還作戦で重傷者が出たときに備え、使用の判断がリヴァイに託される。ウォール・マリア最終奪還作戦で瀕死の重傷を負ったエルヴィンかアルミンのどちらに投与するかエレンたちとリヴァイたちが揉めた挙げ句、最終的にアルミンに投与され巨人化した。
マーレ人がエルディア人の罪人を巨人化させる薬
正体は巨人の脊髄液。これをエルディア人の体内に吸収させるだけで、「無垢の巨人」にすることができる。巨人化学の進むマーレでは大量生産が可能で、巨人のサイズをある程度調整することも可能。投与はパラディ島の海岸線にある30メートルの壁の上で行われる。
ジークの脊髄液
マーレ軍が巨人を使った敵地への襲撃作戦で使用。後に、イェレナら義勇兵もジークの脊髄液入りワインを、パラディ島の兵士たちに配っていた。他の薬と異なり、経口摂取しても即座に巨人化することがなく、ジークの雄叫びを聞くことで摂取者が「無垢の巨人」と化す。雄叫びを直接聞かなくても、脊髄液を摂取した兵士の体に痺れの兆候が現れる。

#### 巨人化能力者
身体に傷を負った状態で強い目的意識の元変身を望むことで、頭上から雷が落ち、その傷口から身体を巨人化させる能力を持つ者。最大人数は9人。巨人化は自分の意志で行えるが、巨人化後の知性・自我の維持にはある程度の慣れが必要で、意識面での制御が未熟な場合は凶暴化する。また巨人化は体力、精神力の消耗が激しく、連続使用はあらゆる面で精度が落ちる。生存のために人間を捕食する必要がないのは通常の巨人と同様。
巨人化した際には、巨人共通の弱点であるうなじ部分に本体の人間部分が埋まった状態となっており、人間体を密度の低い巨人の肉体部分から切り離すことで、強制的に巨人化を解くことも可能。また、巨人化を解いてからしばらくの間は目の周りに放射状の傷跡が残るため、巨人化能力者を判別する目安となっている。
エレン、フリーダ、ロッドは薬物の投与で巨人化しており、ベルトルトとユミルは「人を食って人間に戻った」と語っている。それと巨人のころのユミルがライナーとベルトルトの親友マルセルを食べたこと、また一般の巨人が普通の人間を食べても人間には戻らない傾向から、「不可逆的に巨人化した人間」が「巨人化の能力を有した人間」を食べることで人間に戻る（巨人化をコントロールする力を手に入れる）のではないかとハンジは推測しており、巨人化能力はあくまで後天的な現象ではあるが、人間が不可逆的に巨人化する、根本的な原因については当初は不明だった。ベルトルトとユミルによれば不可逆的に巨人化している間の記憶はないが、終わらない長い悪夢を見ているような状態とのこと。後に、人間が不可逆的に巨人化するのはマーレ人により罪人とされたエルディア人が薬物投与されたことが原因だと判明し、ハンジの推測は的中していたことになる。
始祖ユミル（しそユミル）
「大地の悪魔」と契約して巨人の力を手に入れた原初の巨人にして巨人化能力者となった少女。初代フリッツ王の奴隷。有機生物の起源に関わっているのではないかと推測する者もいる。
九つの巨人（ここのつのきょじん）
始祖ユミルの死後にその力を9つに分割したもので、かつての大国マーレを滅ぼしエルディアを帝国に伸し上げた。しかし、王家を除く同族同士の争いが絶えず、巨人大戦の際、内部工作で7つの巨人の力がマーレ側に奪われてしまった。力を継承できるのはユミルの民のみで、その中でも王家の血をひく者が力を継承すると巨人の力の真価が発揮される。継承された巨人は継承者固有の姿となり、統一された姿形というものはない。力を有していられる期間は13年ほどで、期間が過ぎると保有者は「ユミルの呪い」で死亡する。所有者が力を継承させることなく死亡した場合は、それ以降に誕生するユミルの民に突如として継承される。継承者はそれぞれの歴代継承者の記憶を覗き見ることが可能で、王家の人間と接触することでより鮮明に見ることが出来る。それぞれの巨人は固有の名称を持ち、「始祖の巨人」や「進撃の巨人」などの固有名詞が判明している。
作中では始祖ユミルの力をその三人の娘が継承した事が語られるが、９つに別れた経緯や無垢の巨人の経緯、また王家の基準は不明。
始祖の巨人（しそのきょじん）
代々フリッツ王家が保有し、145代フリッツ王（初代レイス王）と共にパラディ島に持ち込まれた「九つの巨人」の1つで、他の8つの巨人を含めたすべての巨人を統べる力を持つとされるが、その力は王家の血筋でなければ発揮できない。しかし、王家の血筋が継承しても初代レイス王の「不戦の契り」に支配されるため、真価を発揮することができない。ウォール・マリア破壊までフリーダが継承しており、彼女から力を奪取したグリシャを経て、現在はエレンの中に宿る。エレンの母のカルラを捕食した巨人と再び対峙してミカサと絶体絶命の状況に追い込まれた時、その巨人に触れた瞬間、一時的にその場にいた「無垢の巨人」にカルラを捕食した巨人を攻撃させた。これはエレンが触れた巨人が、エレンの持つ記憶の中にいたグリシャの前妻であり、王家の末裔であるダイナ・フリッツが巨人化したものだからだとエレンは考えている。
進撃の巨人（しんげきのきょじん）
いついかなる時代においても自由を求めて進み、自由のために戦ったとされる巨人。巨人対戦の最中に所在不明となり、大陸に残されていた巨人の力。復権派のクルーガーから継承したグリシャを通じて、「始祖の巨人」とともにエレンに継承され重要な戦力となっている。
超大型巨人（ちょうおおがたきょじん）
壁を超える60メートルもの巨体を持つ巨人。巨体による破壊力のある攻撃に加え、筋繊維を消費して熱蒸気を発する。マーレに奪われた7つの巨人の一つ。
鎧の巨人（よろいのきょじん）
硬質化による鎧状の皮膚で常時全身を覆った巨人。並の砲弾を受け付けず、壁の扉を体当たりで破壊する耐久力を持つ。マーレに奪われた7つの巨人の一つ。
女型の巨人（めがたのきょじん）
女性の姿をした巨人。高い機動力と持続力を持ち、拳や脛などの身体の一部分を硬質化する能力に特化している。無垢の巨人を呼び寄せる能力も持つ。マーレに奪われた7つの巨人の一つ。
獣の巨人（けもののきょじん）
全身が獣の様な体毛で覆われた巨人。長い腕から繰り出される投擲技術に加え、無垢の巨人を操る能力を持つ。マーレに奪われた7つの巨人の一つ。
車力の巨人（しゃりきのきょじん）
四足歩行型の巨人。長期的に巨人化を維持出来る並外れた持続力に加え、任務に合わせて兵装で斥候からゲリラ戦まで対応することができる。マーレに奪われた7つの巨人の一つ。
顎の巨人（あぎとのきょじん）
強力な顎と爪を持つ巨人。小振り故の高い機動力を持ち、強靭な顎と爪で硬質化を含めあらゆるものを砕くことができる。マーレに奪われた7つの巨人の一つ。
戦槌の巨人（せんついのきょじん）
タイバー家が代々継承していた巨人。硬質化をもとに巨人体を形成し、それを様々な形に変形させ攻撃する。マーレに奪われた7つの巨人の一つ。

### 人類
本項では壁内の人類について詳述する。
年号は作品世界独自のもので、エレンやミカサが訓練兵団を卒業した年が850年となっている。作品世界における人類は巨人の脅威から逃れるため、住宅地や農地など、生活区域全てを高く強固な壁で囲んだ巨大な城郭都市の中に居住している。845年に「超大型巨人」の襲撃を受けるまでの総人口は125万人ほどであった。
生活様式は産業革命以前のヨーロッパに近く、電気、航空機、コンピュータなどの現代的な技術は存在しないが、メートルや秒を基準とした度量衡が整備されており、圧力機器や刀剣類の製造に関しては産業革命時よりも進歩しているなど、現実の工業の進歩とは違う面がある。また、眼鏡や望遠鏡などの光学機器の技術も存在するが、写真撮影は壁内に於いて実現していない。このため、視覚情報は印刷や描画などで伝達されている。城郭内はハーフティンバー様式に類似した木骨組の家が立ち並び、チェスらしきボードゲーム、白人系（コーカソイド）の人種など、北方ヨーロッパ的な文化が散見される。一方で、ミカサのように作品世界では滅んでしまったとされる東洋系（モンゴロイド）も若干名が登場している。
統治は王政となっており、政策的には保守寄りだが、ノベライズ版の『Before the fall』では、囚人を壁外に放り出す「壁外追放刑」なる非人道的な刑が存在する（王政への不信を防ぐため、公には「存在しない」ことにされている）。壁外地域に対しては調査兵団が担うのみで、消極的な傾向にある。壁外地域に関する情報発信については規制も行われているため、世論も壁外地域への関心が薄く、全体的に内向きな傾向にある。ウォール・マリア陥落による領土喪失で難民が急増し、急進的に軍拡が求められていたが、ウォール・マリアの奪還作戦に成功してからは方針を一転させ、ヒストリア女王の指示で壁外の情報公開に踏み切るようになった。
対巨人戦闘に必要不可欠とされる立体機動装置の発案・採用・運用に関しては自衛上例外的に認められているものの、文明を進歩させる行為や壁を武装化するといった行為はウォール教の教えに反するものとして忌避される。また、壁の調査や気球を開発して空を飛ぶ行為、銃火器の新開発は王政とその意を汲む中央第一憲兵団により厳しく統制されている。
壁
人類の生息する領域全体を取り囲み、巨人の侵攻を防ぐ巨大な壁。同心円状に三重の壁があり、外側からそれぞれ始祖ユミルの3人の娘の名をとって「マリア」、「ローゼ」、「シーナ」と呼ばれている。最外周のウォール・マリア総延長は3200キロメートルに及ぶ。壁はどの部分も高さ50メートル・厚さ10メートルほどで、地下部分にも8メートル以上の壁が確認されている。壁で仕切られた各領域の面積はほぼ等しく、中央からシーナまでは約250キロメートル、シーナとローゼの間が約130キロメートル、ローゼとマリアの間が約100キロメートルとなっている。これらの壁は人類の手により絶え間なく補強作業が続けられることで、長年に渡って維持されている。
王都ミットラスがあるウォール・シーナを中心に、3層の壁それぞれの間には広大な居住領域が広がっており、770年代には72万平方キロメートルの範囲内に50万人の人々が暮らしていた。845年の巨人侵攻で一番外側のウォール・マリアが放棄され、人類の活動領域は2番目のウォール・ローゼまで後退した。
壁の扉部分にある行政区は他の場所より突出しており、ちょうどそこだけ壁が2重に存在するような形となっている。これは巨人が人間が密集している場所に惹かれて来る習性があることから、それを利用して巨人を誘き寄せて的を絞り、壁を警備するコストを抑えることが目的。この地区は駐屯兵団の常駐や税制の優遇で経済的に潤うものの、それ以上に巨人に襲撃されるリスクが高まる。これに対し王政は、先端地区の住人を「最も勇敢な者」というプロパガンダで住人の定着を促している。
壁内人類の活動領域は水や鉱物、天然ガスなどの資源に恵まれている。また領域の中心ほど標高が高くなっており、領土内の水源も有する。上流には工場都市の動力源となる巨大な滝があり、そこから外に向って河川が流れている。
壁の扉部分は他の壁の部分に比べ強度が劣るため、巨人に突破されたのはいずれもこの箇所である。そのため保守派は埋められる計画があった。しかし、「壁外への扉を放棄することは人類の復権への意思を放棄することである」と主張する革新派で計画が阻まれていた。
これらの壁の実態は大型巨人を支柱に、巨人の硬化能力で生成した物質をそのまま外壁として利用したものである。そのため、「巨人から人類を守るはずの壁が、巨人で構成されている」ことは極秘とされている。ウォール教をはじめとする秘密を知る者たちは、強固な誓約制度により代々その秘密を特定の血族に託してきた。
王政
作品世界（壁内）の人類の最高権力者で、850年の時点では少なくとも2000年続いているといわれている。
壁の最も内側であるウォール・シーナの中心に宮殿を構えている。
国王の姓はフリッツであることが判明しているが、本当の王家はレイス家であるとされている（フリッツ家に王位が託されている理由や経緯は不明）。
フリッツ王を含む貴族諸侯、議会、政府各機関を裏から支配するレイス家は初代王（145代目カール・フリッツ）から代々にわたり独占的に「巨人を操る力」「記憶操作」の特殊能力と「世界の真の歴史」の記憶を継承し続ける血族で、壁内で暮らす大多数の国民（エルディア人）の記憶を改竄することで壁内へ移住する以前の人類史と巨人の真実を隠蔽し、統治体制を敷き続けてきた。しかし、こうした方針に異議を唱えた家来のアッカーマン家と東洋人の一族には記憶の改竄が効かない性質を持っていたため脅威とみなされ、主従絶縁となった以降も執拗に弾圧された。また「始祖の巨人」を継承した国王は同時に、「ユミルの呪い」で13年の寿命を運命付けられているため、13年周期で王が継承されることとなり、力の継承のために捕食された前王は病没などの死亡として国民に公表される。
商会
商業活動を行う民間組織で、酒保商人としての活動もしている。政治や経済にも少なからぬ影響を持つほか、将来の領土回復を期待して軍事面でも関係を深めつつある。
リーブス商会
ディモ・リーブス率いる商会で、主にトロスト区を中心に物資商売を行っている。地元の経済地盤を支える存在として大きな影響力を持つ一方で非合法の仕事にも手を出す側面もあるようだが、その詳細は不明。
エレンとヒストリアの身柄を狙う中央第一憲兵のジェル・サネスから秘密裏に二人の拉致を依頼されるが失敗に終わる。しかしリヴァイから調査兵団に全面協力することで存続の活路を見出すよう提案を受け、これを承諾する。
調査兵団との密約を結んだリーブスだったがロッド・レイスの身柄を確保する作戦の際に中央第一憲兵のケニー・アッカーマンに作戦を見破られリーブスと部下2名は殺される。運よくその場を離れていたリーブスの息子のフレーゲルは逃走中にハンジに身柄を確保される。ハンジの協力で追跡してきた中央憲兵を罠にかけ、事件の真相を暴いたフレーゲルが商会を継ぐことを宣言した。
新聞社
独自に会紙を印刷して情報発信活動を行う商会。王政に不都合な批判や、中央憲兵の活動を報じぬよう圧力がかけられており、事実上王政に従属した関係になっている。
ベルク新聞社
ストヘス区で活動する新聞社。リヴァイとケニー率いる対人立体機動部隊の抗争を報じたことがきっかけで調査兵団粛清にまつわる王政の陰謀を知り、号外の発行で真相を告発することになる。
ウォール教
壁内地域で布教活動を行っている宗教組織。人類の生存を守る壁を「三つの女神」と崇めて神格化する教義を持ち、神職者と信者は3層の壁の紋章が付いたネックレスを首にかけている。
巨人の脅威に対しては徹底して内向きかつ教条的な保守思想を標榜し、「神聖なる壁を疑ってはならない（人間が手を加えること自体、壁が穢れるという考え方）」と壁の不可侵保存を主張。たとえ防衛のためであっても壁に工事を施すことさえ一切認めない方針をとっている。ウォール・マリア陥落のころから急速に信者を増やし、内政にもある程度の発言権を得るほどに勢力を伸ばしつつあるが、一般民衆の間ではその主張に極端さを感じて距離を置く向きもある。
神職者は「壁」の秘密を知っており、その情報は死んでも口外してはならない。調査兵団と「女型の巨人」との戦闘で「壁の巨人」が姿を現したときは、ただちに調査兵団に壁を補修させた。一方で、壁の秘密は必ずしも厳秘ではなく、教団がその秘密を託したレイス家の者であれば、それを公にすることも可能。ハンジは、教団にとって壁の秘密は人類の存亡よりも大切らしいと推測した。こうした裏の事情もあることから、レイス家放逐後のヒストリアの監視も陰で行うなど、レイス家とは深い協調関係にある。
エルディア復権派
かつて存在したマーレの打倒と、エルディアの復活を目論む反体制地下組織。同志の印として身体のどこかに十字の傷を持つ。グリシャも在籍していた。マーレ政府に潜伏している内通者「フクロウ」（エレン・クルーガー）が資金や武器、情報を提供していた。マーレ政府が「始祖の巨人」を手に入れるために、「マーレの戦士」を育成するための幼児を募集していた時に、先手を打つべくグリシャがスパイとしてジークを送り込むが、逆に密告されてメンバー全員がマーレ治安当局に拘束されて「楽園送り」にされ組織は壊滅する。
巨人信奉者
本編より前の時代を描いたノベライズ作品「進撃の巨人 Before the fall」の時代に活動していた宗教団体。原作のウォール教とは逆に巨人を崇めて壁を悪しきものと見做し、教義もより過激かつ破滅的な方針を示した。そのため、壁内の国教のような存在となっていたウォール教とは異なり、カルト集団と見做され警戒されている。「真の自由」を目指してシガンシナ区の門を開放する凶行に及び、甚大な被害を引き起こした。同事件で教団側も多くの犠牲者を出したことに加え、事件後に憲兵団による徹底的な捜査・摘発に受け、ほぼ壊滅状態となる。生き残った信徒は教団の再興を目指し、象徴となり得る「巨人の子」であるキュクロ奪還を企図し、イノセンシオ家を襲撃して当主ダリオほか数名を殺害した。その行為は結果的にキュクロとシャルルに自由をもたらすこととなった。

### 地名

#### 壁内
145代カール・フリッツがエルディア最後の国土パラディ島に遷都した際、「始祖の巨人」の力で作り上げた、三重の壁を持つ土地。中心から最外周のウォール・マリアまでは半径約480キロメートル。人類の活動する壁内には海岸は存在せず、周囲に海がない内陸国という土地柄のため、塩の産出が乏しく、貴重な品物となっている。長年壁で隔絶されてきたため、固有の動植物や猿など壁内に存在しなくなった生態系も存在する。
ウォール・マリア
一番外側の壁。845年に巨人の侵攻により放棄されたが、850年に奪還された。詳細は「#壁」を参照。
シガンシナ区
ウォール・マリア南の突出区。エレン、ミカサ、アルミンの出身地。845年に最初の巨人進攻を受け、超大型巨人で壁が破られた。
クィンタ区
ウォール・マリア西の突出区。ウォール・マリア陥落の際には住民の避難や兵員の撤退が間に合わず、孤立してしまう。
南東の山奥の村
ウォール・マリア南区に位置する辺境の村。ベルトルト、ライナー、アニの出身地とされていた。地図にも載っていないような小さな集落で、ウォール・マリア陥落後に巨人の襲撃を受け壊滅した。
ウォール・ローゼ
二つ目の壁。ウォール・マリアを突破された845年から850年までは壁内人類生存圏の一番外側の壁となった。詳細は「#壁」を参照。
トロスト区
ウォール・ローゼ南の突出区。区内には駐屯兵団の本部が置かれている。850年に再び出現した超大型巨人で壁が破られ、訓練兵団を卒業したばかりのエレンらも参加した防衛作戦が行われた。リーブス商会の活動拠点となっている。ジャンの出身地。
ダウパー村
ウォール・ローゼ南区の山奥に存在する村。サシャの出身地であり、少数派の狩人たちが暮らしている。しかし、ウォール・マリア陥落を期に住処を失った外部からの人々が流れつくようになったことで森や獲物は減少する傾向になった。
ラガコ村
ウォール・ローゼ南区の村。コニーの出身地だが、獣の巨人により、住人全てが無垢の巨人の奇行種にされてしまった模様で、その影響でコニーの実家と家と建物全てが破壊されてしまい、壊滅してしまった。
ウトガルド城
ウォール・ローゼ内の古城。調査兵団が野営に利用し、獣の巨人に連れられた巨人と交戦した。
カラネス区
ウォール・ローゼ東の突出区。第57回壁外調査において、最短ルートとなるはずだった最南端のトロスト区の扉が防衛作戦の際に大岩で封鎖されたため、出発地となった。
クロルバ区
ウォール・ローゼ西の突出区。
ユトピア区
ウォール・ローゼ北の突出区。アルミンがライナーとベルトルトに対し、アニがこの地にて拷問を受けていると挑発した。
ウォール・シーナ
一番内側の壁。詳細は「#壁」を参照。
エルミハ区
ウォール・シーナ南の突出区。
ストヘス区
ウォール・シーナ東の突出区。女型の巨人拘束作戦が行われたが、作戦の中でエレンと女型の巨人が激しい交戦を繰り広げたことで壊滅的な被害を被った。
ヤルケル区
ウォール・シーナ西の突出区。
オルブド区
ウォール・シーナ北の突出区。巨人化したロッド・レイスが侵攻し、掃討作戦が行われた。
王都ミットラス
壁内の世界の中心地にして、最大級の人口密集地であり王宮や政府機関、憲兵団本部が置かれている。

#### 壁外
ウォール・マリアよりさらに外にある世界を指し、「海洋」や「砂漠」などが存在するともいわれているが、情報の秘匿が徹底されている。壁外の情報が記載されている書物の所持も堅く禁じられており、露見した場合、憲兵団に没収・廃棄処分され所有者も処罰される。通常時に壁外へ出ることはタブー視されており、調査兵団や壁外追放刑の囚人でない限り、壁外へ出ることは許されない。レイス家が科学技術をブラックボックス化していたパラディ島の壁内社会と異なり、150年分の科学技術の進歩が進み電気技術、写真撮影、鉄道輸送などもすでに一般化している。このほか、戦争での機関銃や飛行船、蒸気機関動力の鋼鉄製軍艦の活用、近い将来に飛行機の戦争における活用が予想されるなど、現実世界における20世紀初頭程度の文明レベルに到達している。この近代化された技術により、「九つの巨人」の能力もすでに武力としての優位性が失われつつある。
エルディア
初代フリッツ王が、その奴隷であった始祖ユミルが「大地の悪魔」と契約して手に入れた巨人の力を、その死後に九つに分割し、その武力をもって作り上げた帝国。大国マーレを滅ぼし1700年ほど大陸の支配者として君臨したが、マーレの内部工作や巨人対戦の勃発に伴い、145代カール・フリッツ王（初代レイス王）がパラディ島に遷都したことで崩壊する。現在は革命軍や復権派など抵抗勢力も壊滅、初代レイス王の思想に反対し大陸に留まったエルディア人は隔離政策が施されている。
作中では「エルディア人」は始祖ユミルの子孫であり巨人化能力を持つ「ユミルの民」と同一の扱いをされており、エルディア帝国もユミルの民で建国されたかのような歴史観がマーレ・エルディア復権派の双方から示唆されているが、始祖ユミルの回想では初代フリッツ王の頃からエルディアやマーレと呼ばれる国・部族が存在し始祖ユミルが巨人の力を得る前から既に争っていた。少なくとも始祖ユミル存命中の初代フリッツ王はユミルとその巨人の力を徹底して奴隷・兵器として扱っていたため、いつから「エルディア帝国・エルディア人」=「ユミルの民」になったのかは不明。他の人種も存在しており、壁内の王政の中心を担っていたのは「他人種系のエルディア人」であるとされている。マーレ以外の国家にも収容所が存在している。
マーレ
エルディアより奪った七つの巨人の力をもとに、壁外世界を事実上支配する大国。独自の技術発展を遂げている壁内と違い、現実に近い工業化を推進しており、写真機や電池、自動車、蒸気船、飛行船、複葉機などがすでに実用化されている。また、巨人科学研究に秀でている。しかし、近年では化石燃料を使った軍事力で相対的に他国との力の差が縮まったことで支配力の低下が懸念されており、莫大な化石燃料や地下資源を埋蔵している可能性の高いパラディ島の奪取をもくろむ。巨人の力が絶対でなくなったこの時代でも、軍の中には「始祖の巨人」を奪取できれば再び絶対的な大国の地位を取り戻すことができると信じているものもおり、「始祖の巨人」を奪還することで周辺国を足止めさせ、その間に工業力を進展させようとする案も挙げられている。軍人たちの台詞から「党」と呼ばれる組織が軍を統括し国政を担っていることが示唆される。
正式な国号は不明だが、ライナーは95話で「英雄国マーレ」と呼んでいる。
レベリオ収容区
グリシャ、ジーク親子が生まれ育った収容所の一つ。ライナー、ベルトルト、アニ、ファルコ、ガビ、コルトの出身地でもある。エルディア人が屋外に出るには腕章の着用が義務付けられており、壁で隔てられている市内に出るには外出許可書が必須。違反した場合は、子供であっても強制労働や制裁が科せられ、最悪「楽園送り」となる。「名誉マーレ人」の制度や「マーレ人はエルディア人と子供を作ることを固く禁じられている」など、マーレ人はエルディア人を同じ人間としてみていない者もいる。
「かつて世界を滅ぼしかけた悪魔の根城」と称される。エルディア帝国崩壊後は巨人兵器として運用するために設けられた飼育場として、戦地で巨人化させることにより安価な殺戮兵器として運用するために隔離、管理している。
収容区の壁外はマーレ人が生活する市内となっている他、ライナーやガビたちが「本部」と呼ぶ軍事施設が存在する。

パラディ島
大陸の近くにある巨大な孤島。三重の壁や、人喰い巨人が闊歩する物語の舞台。巨大樹や黒金竹などの独自の生態系を持ち、豊富な地下資源を有しているとマーレは推測している。初代レイス王の警告に加え、巨人の力を恐れた世界各国もパラディ島への干渉をしないことを決定していたため鎖国状態にあり、マーレもエルディア人の罪人を「楽園送り」と称してパラディ島で巨人化させて放っていた。
中東連合
マーレと交戦状態にある勢力。列車砲や機関銃を装備するなど、こちらも近代化された最新鋭の軍隊を保有している。「半島」と呼ばれる地域の自治権を巡ってマーレと対立し、マーレが始祖奪取作戦に失敗して2つの巨人の力を失ったのを好機とみて攻勢に打って出る。4年に渡る戦いでマーレ海軍の旧式総艦艇の半数を沈めるなどの戦果を挙げたが、現在は劣勢にあるらしく戦略拠点「スラバ要塞」で抵抗を続けている。その後、マーレ軍の巨人の力を総動員した攻撃で要塞と艦隊を失い休戦協定を締結する。なお、この勢力内においてもエルディア人は蔑視の対象となっている模様。
スラバ要塞
中東連合の軍港を守る軍事施設。装甲列車や対巨人野戦砲などの最新兵器を多数装備していたが、マーレ軍に制圧されてしまう。
軍港近くの市街地にも流れ弾による被害が発生したが、「スラバ講和」締結後は市民生活が回復している。
ヒィズル国
東洋にある国。旧エルディア帝国と同盟を結んでいた。

### 兵団
城郭都市の内外の治安と軍事を担う組織。志願者は訓練兵団で各種訓練を受け、卒業後に希望する兵団を選択して配属される。兵団で規模が大きく異なる。制服のジャケットの左胸と背中、袖には4分割フィールドの盾を共通にした各兵団の紋章がつく。敬礼は右手で拳をつくり、子指側を左胸に当てる（例外として、エルヴィンが右腕を失ってから左手で敬礼した場面もある）。これは「公（おおやけ）に心臓を捧げる」という意味合いが込められている。階級の設定は、団長や分隊長など大まかな区分け以外は不明。所属識別は制服のジャケットの左胸に明記されている。

#### 憲兵団
城壁内での警察業務と、王の近衛兵を担う組織。駐屯兵団よりも上位の権限を持ち、戦闘とは無縁な安全な内地での職務であるため、希望者が後を絶たない。原則として訓練兵団卒業後すぐに志願できるのは上位10名のみである。また、経験を積んだ駐屯兵団の兵士が転属される場合もある。総兵員数は約2千人で、指揮下の駐屯兵団を含めると約5千人という旅団並の兵員を有する。本部は王都ミットラスに置かれている。
名の通り、憲兵業務（内部秩序の維持と統制）と治安管理を任務とする兵科のため、原則として巨人との戦闘には直接加わらないが、壁外活動が必要と判断された場合はこの限りではない。特に、ストヘス区での巨人出現事件で内地の安全性が揺らいで以降は、内政的問題として直接的な巨人への対処に迫られている様子がうかがえる。
兵民両方の統御を担う内務機関として政治方面にも影響力を持つ一方で腐敗や怠慢、職権濫用も横行しているため、他兵団や民衆からの反感もある。また、入隊の必要条件として高い戦闘能力が求められるが、職務怠慢で堕落の限りを尽くし、巨人に対する戦略や戦術構築、戦闘経験は皆無な上、戦闘訓練自体も慢性的に怠っているため、総合的な戦闘力は調査兵団はおろか駐屯兵団にも劣る。
紋章は盾にユニコーンが描かれている。
中央第一憲兵団
一般的には「王都の憲兵」として王室により近い所属の憲兵として知られており、王都以外の場所で公式に活動することは少ない。制服は他兵団と共通だが、王政直轄の機密性が高い指揮系統下にあるため、公的な行政機関として存立している他兵団とは存在意義が根本的に異なっており、相互の協調関係はほとんどなく、干渉も受けない。ゆえにその任務も一般憲兵が担当する治安維持とは異なり、非公式な政治的意図や謀略性の強い案件執行を担っており、実質上秘密警察や情報機関とほぼ同義の範疇に該当する。治安維持や壁外情報秘匿のために高性能の銃器や気球を発明した者を暗殺した事例もあり、特に、技術の発達に関しては意図的な阻止を行っている様子。しかしながら同時に、王への高い忠誠心から、そのような汚れ仕事をあえて行っている者も存在する。さらに、対人戦闘について特別に訓練された高い技量を持つ専門部隊も秘密裏に保有する。
フリッツ王朝の崩壊と、最大の後ろ盾であったロッド・レイスも死亡したことで組織の地位も失墜し、政治方針が転換したヒストリア王朝では旧体制勢力と共に人類存続を脅かした罪科に処され組織は解体。抑圧しつつ秘密裏に研究・独占していた先進技術は新体制に取り込まれた。
対人立体機動部隊
ウォール・マリア陥落の2年後、ケニー・アッカーマンで新設された特殊部隊。専用設計の立体機動装置と散弾を装填した拳銃が付属した、対人立体機動装置で武装する。その名の通り、対人戦闘で高い技量と遠距離戦での優位性を持ち、一時は人類最強とされるリヴァイを追いつめたほど。だが実戦経験は積んでおらず、練度は高いものの火器装備の運用下の戦術的優位と不利の想定や防御戦術の構築には基本の域を出ぬ未熟さがあり、装備の不得手がそのまま弱点に転じる特徴を調査兵団に見抜かれた以降は苦戦している。
巨人駆逐ではなく人間の殺傷に特化された性質上、その存在自体が極秘とされるため兵団制服は着用せず、民間人のみならずナイルを含む一般憲兵ですら全く知らされていない。名目上は調査兵団の対抗組織とされているが、実際にはケニーが己の「夢」を実現するための「カカシ」に過ぎない。隊員たちは壁内の未来を憂いながらも、ケニーの「夢」が状況を覆すことに賭け、彼に従っている。初陣でリヴァイ率いる偵察隊に奇襲をかけたが、リヴァイ1人に10名以上が返り討ちに遭う損害を出す。その日の夜に残存兵力をレイス家の礼拝堂地下洞窟に集めロッドの警護を担いつつ調査兵団に抵抗したが、隊員全員がロッド巨人化による洞窟の崩落に巻き込まれ全滅し、隊長のケニーも脱出の際に重傷を負った後に死亡したために最終的に壊滅した。

#### 駐屯兵団
「壁」の補強と警護を務める兵団。普段は城壁都市の治安維持、壁の警護にあたるが有事の際には市民の避難を誘導しつつ、巨人を駆逐する尖兵としての役割を持つ。総兵員は約3万人と軍団並の兵力を有し、兵団の中では主力を占める。本部はトロスト区に置かれている。
かつては平和の中で堕落し、それをいいことにハンネスやフーゴのように勤務中に飲酒をする者が出るなどかなり風紀が乱れていたが、845年の巨人侵攻以降は兵士の危機意識が改善され、壁上固定砲の配置・改良など防衛の強化にも務めた。壁上固定砲は、壁の上に設置され、真下に群がる巨人を撃退する能力を持つ駐屯兵団の主力兵器。トロスト区が「超大型巨人」に襲撃された際、付近の壁上固定砲は破壊されたが門に据付けてあった固定砲は無事だったためにある程度は巨人を食い止めることに成功し、アルミンの発案した壁内の巨人を撃退する作戦ではその能力を発揮している。また調査兵団の壁外遠征の際は、出発前に扉付近の巨人を退けるなどのサポートも行っている。
訓練兵団の修了者のほとんどがこの駐屯兵団に入団する。また巨人と直接戦闘することも少ないため、兵士の練度や能力は調査兵団と比べ大きく劣る。精鋭部隊でも奇行種の速度に追いつけなかったり、複数の巨人に苦戦を強いられたりしている。
紋章は盾に二つ薔薇が描かれている。

#### 調査兵団
唯一壁外に遠征し、王政府の拡大政策を担う兵団。名の通り外界の調査を主な任務とするため、壁外での活動では独立した作戦立案と指揮命令の権限を持ち、場合では憲兵団に対しても指揮権を行使することもできる。しかし任務の性質上、巨人との戦闘機会が最も多く戦死率も必然的に高い（仮に生還できても、四肢の欠損も珍しくなかった）。当初は成果も乏しく、かつては税金の無駄と軽視され、自分の意思で危ない場所で働くことから、「連中の気が知れない」とバカにする者もいた。
ウォール・マリア陥落以降は領土奪還を含め壁外活動が認められるようになったが、850年のトロスト区奪還戦までの時点で総兵員数の約9割（アニメ版では6割）が戦死しており、騎馬兵約300名という大隊クラスにまで縮小している。このため将来の領土奪還作戦のための布石として、壁外地域での補給拠点確保と行軍ルート開拓が主な任務となっている。
戦死率の高さから慢性的な人材不足が続いており、常に新しい兵士を求めている。新兵は最初の遠征において5割（アニメ版では3割）以上が死亡し、それを乗り越えた者の中から生存率の高い優秀な兵士が選りすぐられていくという。入団式では（エルヴィンの意図で）この場にいる者は近いうちにほとんど死ぬと宣告されたが、組織としては精鋭としての自負を持つ一方で、そうした過酷な現状を表に出すことには躊躇する傾向も見られる。
遠征以外にも、巨人の捕獲や生体調査も担当するなど、未知の領域に臨む任務が多いためか、型破りで変革の気性に富んだ個性的な面々が多い。また、相応の実力がなければ生き残っていられないため、所属者は総じて優秀であり、戦う環境が良ければ少数で多勢の巨人たちと渡り合えるほどの実力を持つ。
対特定目標拘束兵器の開発にあたっては必ず成果を挙げることを条件に多大な資金援助を募ったため、作戦の結果次第で常に存亡が問われる状況にある。また第57回壁外調査以降は、ミケを筆頭とする精鋭兵士が次々と戦死し、長所であった個人の戦力も大きく下降している。
ヒストリア王朝成立後は領土奪還で政権安定の担保を図る政策が強化されたことで大きな期待がかかり地位が向上。投入予算も大きく増額され、対巨人新兵器の研究開発も精力的に取り組んでいる。募兵により多くの団員を募ることが出来たが、ほとんどが実戦経験のない新兵であり、戦力に大きな向上はなかった。
ウォール・マリア最終奪還作戦で壁の奪還に成功するがエルヴィンを筆頭に大半の兵士が戦死し、生還者はリヴァイ班のメンバー、ハンジ、新兵のフロックの9名だった。
紋章は盾に重ね翼（自由の翼を意味する）が描かれている。
特別作戦班
別名リヴァイ班。リヴァイが班長を務める隊でエレン配属を機に巨人討伐で実績を上げている精鋭兵士で編成され、エレンの巨人化能力の解析と評価試験の任を託された特殊部隊。専用施設兼兵舎として調査兵団の旧本部が置かれていた古城を与えられている。第57回壁外調査で、「女型の巨人」の襲撃を受けてリヴァイとエレン以外が全滅したことで実質的に機能停止状態となる。その後、ウォール・ローゼ内の巨人出現事件後に復帰したリヴァイの発案でミカサやアルミンなど第104期生が編入された。

#### 訓練兵団
現代の軍におけるブートキャンプや教育部隊に相当する兵団。士官学校が存在するのかは不明。正式配属前の訓練生が所属し、各種訓練を受ける。巨人の壁内侵入に際しては、他兵団と連携して軍事行動を取る場合もある。12歳以上の男女が入団対象（対象年齢の上限は明言されていない）。アニメ版では104期生の入団時の年齢は各々異なっている設定が追加されている。
建前上は志願制だがウォール・マリア陥落以降は軍拡を求める世論と、12歳を迎えても志願しないと蔑まれる風潮が強まり、世間体を気にするため入団する者も増加した。またマリア陥落前は、マリアとローゼで合わせて8つの訓練所があったが、マリア陥落以降は、ローゼの4つのみとなっている。各方面の駐屯地では約300人の訓練兵を擁している。なお、エレンたち104期生が所属していたのはウォール・ローゼ南方面の隊である。アニメ版では、850年に総勢218名が訓練課程を修了する。
志願しなかったり訓練に合格できなかった者は、食糧を確保するための農作業に従事する「生産者」となる。訓練は極めて過酷であり、脱走する者や訓練中に死亡する者もいることが単行本の欄外情報やアニメ版で明かされている。
紋章は盾に違い剣が描かれている。教官は訓練兵団の紋章の付いたコートを着用している。

#### イェーガー派
フロック・フォルスターを筆頭とした反兵団破壊工作組織（兵団側が命名）。エレンを信奉する調査兵団の兵士を中心に結成された。

### マーレ軍
陸軍と海軍で構成されている。陸軍の総員は壁内人類の総人口に匹敵する約100万人であり、50個師団を擁する。海軍は戦艦21隻を主力とする3個艦隊で構成されていたが、中東連合との戦争で保有する戦艦の半数を喪失している。航空戦力などの新兵器の開発にも力を入れているが、兵力として用いている巨人の力を過信していたために、諸外国と比べると大きく遅れをとっている。

#### 戦士隊
マーレ陸軍に所属する特殊部隊。マーレ軍の主力兵器である巨人戦力を運用する。「九つの巨人」の力を宿す「戦士」とジークの骨髄液を投与された「無垢の巨人」、歩兵部隊のエルディア人戦士隊から構成される。マーレ人のテオ・マガトが隊を率いている。戦闘要員ではないが、戦士候補生も戦士隊に所属する。
戦士
マーレが保有する7つの巨人のうち、「戦槌の巨人」を除く6つの巨人の力を宿す6人の巨人継承者のことを指す。かつては「超大型」「鎧」「女型」「獣」「車力」「顎」の力を宿す6人の戦士で構成されていたが、始祖奪還計画の失敗で「女型」と「超大型」を失ったため、それ以降は4人となっている。戦士になることはマーレのエルディア人にとって最高の栄誉とされている。戦士とその家族の腕章は赤色の布地に白抜きで9つの角を持つ星マークであり、「名誉マーレ人」の称号が与えられる。
戦士候補生
マーレにおいて、幼少期から巨人の継承権を得るための軍事教育が施され選抜された巨人の継承者候補生を指す。さらにそこから選抜された子どもが戦士になることができる。腕章は黄色の布地に白抜きで9つの角を持つ星マークであり、他のエルディア人の腕章とデザインは同じであるが、幼少期のライナーが戦士候補生に選ばれたとき母カリナに戦士候補生の腕章を自慢していたことから、他のエルディア人の腕章とは色が異なるものと思われる。
エルディア人戦士隊
エルディア人の歩兵部隊。スラバ講和締結時の残存戦力は約800人だった。他のエルディア人と同じく左腕上腕部に腕章を付けている。

### 戦術・装備
壁内では王政府の方針により技術開発には制限が加えられており、過去には近代的な火器や飛行技術も実用化されていた。しかし、フリッツ王朝では闇から闇に葬られ、その存在は抹消されていた。
壁内の兵器・装備品は、主にウォール・シーナ内部の工場都市で生産されている。自動車や航空機などの近代的な機械化戦力は存在しないため、歩兵や騎馬兵による白兵戦を主体とする。またライフルなどの小火器類から、大砲などの重火器類の他、巨人捕獲用の機械なども配備されているが、全般的に巨人との直接戦闘には効果が薄く、限定的な運用に留まっている。また電気や無線通信の技術もないため、情報伝達は主に前線からの早馬（伝令兵）や、信号弾などで行っている。
壁外では装甲列車や戦艦などの近代的な兵器が運用されており、電話や無線による通信技術も存在する。またマーレの巨人に対抗するため、諸外国は通常兵器の開発に力を入れ、中東連合では強力な徹甲弾の実用化に成功している。将来的には航空戦力の発展に伴い爆撃が可能になれば、巨人戦力は無力化すると予想されている。
立体機動装置
アンヘル・アールトネンが開発した対巨人戦用の装置一式。前線に立つ全兵士に支給されている。
腰裏に装着する筒状の本体と、そこから展開されているアンカー射出装置、武器と操作装置を兼ねる剣（の柄）、全身に張り巡らされた耐Gベルト、両大腿部に吊り下げられた刀身ボックスと動力源のガスボンベからなる。
本体はガス圧を利用するタービン駆動式のウインチであり、腰裏よりやや上にベルトで多点固定されている。
アンカー射出装置は本体からの支持アームで装着者の両腰脇に展開され、ワイヤーはアームを通して射出装置へ繋がれている。射出装置は腰のベルトに設けられた側面接合部とも接続され、二点支持されている。
操作装置は射出装置基部と柄尻から伸びている管で接続されており、そこから支持アーム中間に設けられているガス放出操作弁へと繋げられている。動力源のガスは管を用いてこちらに接続されている。また、両手が塞がってしまう関係上、操作装置は剣の柄を兼ねる（後述）。
両大腿部横には多数の予備刀身を収納する刀身ボックス（箱形の鞘）、その上に動力供給源となるカートリッジ式ガスボンベが取り付けられている。一式を装備するとかなりのサイズと重量であるが、支持アーム（腰裏からセット後端を吊るように配置）を用いた負荷軽減で水平を保つように出来ており、装着者の動きをそれほど害しはしないよう配慮されている。抜刀のしやすさなど、運用性も向上されている。
立体機動の高負荷に耐えるための耐Gベルトは主に腰を中心に下半身に装着。特に足裏から腰までを補強するように配され、巻き上げ応力に対し重心を足で射ぬきそれに乗れるよう、それを補助・補強する目的で装備されている。頭部および頚部と腕部には装着されていない。応力制御のための装備であり、血流制御のための耐Gスーツとは目的が異なる。
柄にあるトリガーを操作すると各種装置へのガス供給が行われ、アンカーの射出や、本体に内蔵された羽根車を回すことでワイヤーの巻き取りなどが行える。またブレーキも付いていて巻き取りの速度調整や中断・途中停止もできる。ガスボンベの容量は決して多くなく単独での稼働時間は短い。持続的な運用を成すためには頻繁な補給が必要不可欠で、後衛の補給部隊が大型ボンベにて補給用ガスを運搬しつつ前衛に追従、前衛は戦闘の合間に後退・後衛と接触し、適宜補給を行う運用形態が取られている。
基本的な使用法は、アンカーの射出とそれに繋がるワイヤーを用いた巻揚げ昇降能力の多角利用だが、剣と射出されたアンカーは人体を損傷させる威力があり対人攻撃にも利用された。
ワイヤー付きアンカーを建造物などの高所などに向けて打ち込み、伸ばしたワイヤーを巻き上げる際、本体側を使用者ごとアンカー側に引き寄せることで容易に登れないような高所などへ到ったり、強力かつ高速な巻き上げ能力を利用し、2つのアンカーを交互に別々の地点に対して使用することで歩行では敵わない高速移動を実現したりする。実質的に高低差を無視して行動できるのが利点。
また本体からの噴出ガスにも相応の推進力があり、ワイヤーの反動を越えて上昇したり、ワイヤーによらず空中で直角に軌道を変えたりすることもできる。
欠点としては理想的なアンカー射出対象となる背の高い建築物や木々がないと満足に能力を発揮できないこと、稼働時間が短く単独での展開力が乏しいこと、ガス切れを起こすと兵員の戦闘力・機動力に著しい制限が生じること（装備一式は重く着脱も簡単ではないため）、また装置の本体部分は衝撃などで故障しやすい上、構造が複雑なため簡易修理以外は受け付けないことなどがある。兵員は訓練兵団で野戦修理の方法を学ぶが、内部機構はブラックボックス化されており本格的な修理は実質不可能で、詳細は装備提供元の技術部門のみが独占していることもあり、直せない場合は装置を捨てなければならない。ワイヤーも弱点の1つであり、奇行種にワイヤーを捕まれてバランスを崩す描写もある。女型の巨人はワイヤーを逆用することで調査兵団を次々と仕留めていった。
単行本第1巻の設定紹介ページによると、作者の「理系の友人」が設定に協力しているという。
アニメではワイヤーを巻き取る本体が筒状からゴングのような形に変更されている。
実写映画ではハンジが開発した設定になっている。
対人立体機動装置
中央第一憲兵団の対人立体機動部隊が使用する立体機動装置で、対巨人用のものとはデザインや装着方法が異なる。一本にまとめられたガスボンベを背負うように背中に装着し、ウインチはその左右の肩甲骨付近に配置されている（ウインチの形状もアニメ版に準じている）など、全体的にコンパクトな装置である。アンカーは腕に装着された支持アームから射出し、腰にあるのは身体を支持するベルトのみである。
武装として散弾を装填した銃身交換式の単発式短銃を2丁使用し、その交換用銃身を大腿部の左右前面に初期状態で各6本ずつ計12本装着する。弱点は、構造上アンカーと散弾の射線が同一方向のため、立体機動中は背後への攻撃が行えないことと、散弾を2発撃ち尽くすと再装填に時間を要すること。作中ではこれらの弱点を突かれ、苦戦を強いられる。また武装は散弾のみであるため巨人には対抗できない。
後に銃を連射タイプに換え、対巨人用のものと同様の腰ボンベと剣を選択装備可能な新型も開発され、マーレ潜入時にミカサらが使用した。
剣（スナップブレード）
立体機動装置の操作装置を兼ねる2対の「柄」型機器、そこに刀身が装着された状態のもの。通常は両脇のホルスターに収納されている。
「柄」は一つのハンマー（撃鉄）らしき物、1つのブレーキレバー（制動操作装置）、2つのトリガー（引鉄）、2つの補助スイッチ（刃のリリースなど）を持ち、操作内容は柄尻から伸びる管を通して各所へ有線で送られている。接続先は柄からアンカー射出装置基部、そこから別口で後方のガス供給弁の順。
刀身長は柄と合わせて約88センチメートル。切っ先は平らで厚みは薄く軽量な半刃刀身型。
刃の部分には特殊な製法で折れ筋が入れられており、折る刃式カッターナイフの刃を拡大延長したような外見をしている。高負荷が掛かった際には簡単に折れる仕様で、これにより持ち手や柄の保護を行っている。
対巨人用に特化しており、硬い肉を効率良く削ぐために良く“しなる”ようにできている。その分刃は捲れやすいため、軽量さを活かして多数の刀身を携行し、刃が損壊した場合は刀身ごと破棄して予備と交換する用法が取られている。なお、リヴァイは剣を振り抜いた瞬間に刃を投擲することで飛び道具として使用している。
刀身の材質は強靭さとしなやかさを備えた超硬質スチール製とされる。これを生成するには複数の微量なレアメタルと高炉が必要で、工場都市でしか作ることができない。また、鍛造時に用いられるレアメタル混入時の素材との配分比率はトップシークレットとなっている。
原作では当初、刀身ボックスは2列6対12本を収めていたが、アニメでは単列4対8本に変更され、それに準じてか原作の方も4対8本となっている。なお「スナップブレード」という名称は連載開始時点では明かされていなかった。
「人類VS巨人」では刀身ボックスらしき装備とは別にライターのフリントのような機構が付属した鞘があり、引き抜くと刀身に着火するという設定だった。また連載版のリヴァイのように刃を飛び道具として使用するシーンもある。
雷槍（らいそう）
鎧の巨人の硬質化に対抗すべく、第一中央憲兵が隠匿した技術から開発された兵器。
先端が尖った槍状の棒を立体機動装置の柄の下側で保持しており、装備時には長いトンファーのような外観をしている。両腕に装備（複数可）し、トリガーを引くことで棒を発射する。命中後に後端に繋がれたワイヤーを引きぬくことで信管が起動し、強力な爆発を起こす。名前の由来はこの爆発が落雷のようであることから名付けられた。
十分な距離を置いた状態で使用しないと使用者も爆発に巻き込まれるほどの威力を持つ。
立体機動
立体機動装置を駆使した対巨人戦法で、現段階で最も効果的な対抗手段とされている。「立体機動戦」とも称される。所属兵団にかかわらず、立体機動を最低限こなせることが兵士としての最低条件となっている。
基本的には立体機動装置で高所まで移動し、そこから巨人を中心に高速機動。隙を突いて白兵戦を仕掛け、急所を剣でV字型に削ぐ一撃離脱戦法を行うこととなっている。この際、ベルトに掛ける重心バランスを意図的に変えたり、伸ばしたワイヤーを障害物などに当てて急激な軌道変更を行ったりすることで、高速かつ三次元的な機動を実現し、巨人に捕獲されることを防いでいる。しかしながらこれらは高等技術にあたり、十分に使いこなせている兵士は少ない。
立体機動装置の根源的な問題として、理想的な立体建造物を別途必要とするため、開けた平地ではアンカーを撃つ場所が巨人以外になく、機動が単調となり捕獲されやすい。そのため平地での交戦は回避することが前提とされている。
立体構造物が存在したとしても、装置を用いた昇降には多少の時間を必要とするため、距離では逃げられないことがある。また昇降は水平移動よりガス消費が多いこともあり、市街地では巨人から離れていても常に屋根の上を移動するなど高所を確保することに戦術の重点が置かれている。
立体機動には細かな体重移動の技術や、耐G能力が必要となるため、戦果は個人の技量や熟練度に依存している部分が大きい。戦術が確立されるにつれ、それまで兵士に求められた屈強な肉体と筋力よりも、機敏さ、バランス感覚、空間認識能力、精密な装置の操作などが要求されるようになったことで、小柄な体格であっても不利に働くわけではない。また巨人一体に複数で攻撃を仕掛けるのが基本であるため、チームワークも要求される。
訓練装置（仮称）
立体機動装置のバランス感覚を覚えるための訓練を行う装置。巨大な三脚のような形状をしており、高さは2階建ての家屋にも相当する。頂上部に設置された天秤棒のような支持アームの先から2本のワイヤーが垂らされ、それぞれを腰の左右に装着して吊り上げる。その状態で立体機動装置の基本中の基本である直立姿勢を保てるようになるまで訓練する。通常はバランスを崩しても地面に接触することはないが、使用者の装具に不具合がある場合はその限りではない。
訓練当初のエレンも装具の不具合でふるい落とされそうになった（実際はキースの妨害工作でベルトの金具が破損したためであった）。
壁上固定砲
同じくアンヘルで開発された、城壁上部に設置された単発式の滑腔砲。外観は17世紀から18世紀後期に利用されていた初歩的なカノン砲に近く、砲身は人間との比較では2メートル前後。「固定砲」という名称だが、台座ごと城壁の上に設置されたレールで移動できるようになっている。また城壁に密着した巨人を狙えるように、砲口が垂直下まで向けられるようになっている。
榴弾・ぶどう弾など複数種の砲弾が存在するが、発射前に固定作業が必要であるため速射性に劣り、高速で移動する巨人への命中率は低い。また、基本的には命中しても体の一部を吹き飛ばすだけで足止めにしかならない。ただし壁に群がった巨人に対しては、うなじを直接狙えるため本来の威力を発揮する。
小火器
この世界の携帯可能な銃器は、巨人を仕留めるどころか有効打撃にもならないため、後衛部隊の倉庫に保管されているだけの存在となっている。口径などは不明だが、拳銃は至近距離なら人間の頭を貫通する威力があり、ライフルは巨人の目つぶしに利用された。
いずれも先込め式の単発銃で、いわゆるマスケット銃と呼ばれるタイプのものである。ある銃器設計者の老人でカートリッジを使ったリボルバー銃なども開発されたが、王室への脅威とみなされ世に出ることはなかった。
Mobage版では、アイテムとしてラッパ銃やマッチロック式、フリントロック式のマスケット銃が設定されている。
実写版では、一般の兵士やクバルの部下は現代の戦前、戦時中に使用されたボルトアクション小銃や半自動小銃を使用しており、シキシマの部下の調査兵は戦後のアサルトライフルや機関銃、ロケットランチャーなどを使用している。
対特定目標拘束兵器
新開発された巨人用の拘束用兵器。開発にあたり、作戦の結果次第で調査兵団の存亡が左右されるほどの多額の援助が必要であったとされる。外見は普通の荷馬車と同じように擬装されている。樽の中に七本の筒があり、両端に金属製の鏃を装着した大型のワイヤーが収納されている。爆発で発射されると片方は巨人に、片方は背後の物体（初登場時は木）に打ち込まれ、ワイヤーの張力で巨人の自由を奪う。ほかに関節に撃ち込んで運動を封じるための拘束用ニードル射出器も存在する。
長距離索敵陣形
エルヴィンが考案した調査兵団が行軍する際の陣形と戦術。これにより生存率を大幅に上げることに成功したという。
基本的には5つの層からなる菱形に展開し、巨人が追いつけない速度で行軍、巨人を発見した者が信号弾を撃ち、先頭付近にいる団長が全体の進路変更を信号弾で知らせることで、巨人と直接戦闘を極力回避する。
信号弾は、巨人を見つけた場合は赤色、全体が進む方向に緑色、奇行種を発見したり緊急の場合は黒色を上げる。
巨人と戦わずに回避を優先する陣形ではあるが、地形や建造物などによる視界の制限や足の速い巨人に対しては、陣の内部に侵入を許してしまうことがある。
設定協力者への謝辞がページ下部に記載されている。
調査兵団の馬
通常の巨人を振り切れる速度で、長時間走れるように品種改良された馬。体高160センチメートル、重量450 - 500キログラムほど。最高で時速75 - 80キロメートル、巡航時で時速35キロメートル、馬車を引かせた場合でも時速20キロメートル程度の速度が出せるなど、粘り強い脚を持つため、長距離索敵陣形には必要不可欠な存在である。
粗食にも耐え、長期的な任務も不平を漏らさず巨人に対してパニックを起こしにくいなど、温順な気性で、乗っていた人間とはぐれても口笛で戻ってくるなど非常に優秀だが、価格は平均的な庶民が生涯で稼ぐ収入に匹敵するなど、非常に高価な馬である。
設定協力者への謝辞がページ下部に記載されている。
対巨人駆逐機
硬質化が使えるようになったエレンの能力の特性を利用してハンジが考案・開発した巨人駆逐装置。外壁に硬質化で作成した檻の中に巨人をおびき寄せ、滑車とチェーンを使い吊り下げた、これまた硬質化で作成した大質量の槌を頭上より投下し、うなじごと潰して駆逐する仕組み。単純な動作しかできない巨人に対し極めて有効であり、囮用の人員一人と牽引用の馬数頭の低コストで運用でき、一切被害を出さずに確実に駆逐できることからハンジは親しみを込めて「伐採しまくりの地獄の処刑人」と呼んでいる。トロスト区外門を中心にウォール・ローゼの数ヶ所に設置し、約一年かけてフル稼働させた結果、パラディ島内のほぼ全ての巨人の淘汰を達成した。
対巨人砲／対巨人砲徹甲弾
中東連合の最新兵器。装甲列車、対巨人野戦砲、戦艦の連装主砲などに配備されている。巨人の肉体を容易く貫通、弱点のうなじを正面からでも破壊することができ、壁上固定砲と違って速射性や命中力にも優れ、無垢の巨人に対しては非常に有効。その威力は徹甲弾に関しては「鎧の巨人」の装甲も貫くことが可能であり、当たりさえすれば「九つの巨人」といえど一撃で仕留めることができると言われている。
装甲列車
「対巨人砲」を装備した中東連合の最新兵器の一つ。一両一門の主砲と多角形型の装甲化された車体という戦車を彷彿とさせる軍用列車で、一編成5両で構成されており、炭水車と思われる3両目を除く全ての車両に計4門の100ミリメートル口径「対巨人砲」を装備している。
劇中ではスラバ要塞の警護に当たっており、マーレ軍は高い機動力を誇る「顎の巨人」「車力の巨人」はおろか、重装甲の「鎧の巨人」の投入すらためらうほどの脅威を感じていたが、ガビの結束手榴弾を使用した戦術により、その実力を発揮すること無く転覆脱線してしまう。
飛行船
マーレ軍が保有する大型飛行船ほか、民間のものと思われる小型飛行船が登場している。大型飛行船には内部に40人以上を乗せることが可能で、ゴンコラ後部に大型のハッチを備え、ここから搬入出や爆撃が可能。また、飛行中でも側面などの扉から降下も可能。推進機関はシャフトのみを出したエンジンを四つ備えている。ビジュアルのみであるが、なんらかの武装もそれなりに施されているよう。
劇中ではジークは自らの能力を生かし、上空から巨人を「質量爆弾」として落下させることで爆撃と降下を両立させる戦術に利用した。マーレ軍によるエルディア侵攻作戦時には、多数の飛行船による空挺降下が行われた。地ならしが発生した際は、残存する飛行船部隊で巨人への爆撃を試みるも、獣の巨人と化したジークの投石で全機が撃墜されてしまう。
「車力」の兵装車両
「車力の巨人」とパンツァー隊隊員4名が運用する装備。
4連装の水冷式重機関銃ユニットで構成されており、「車力の巨人」の背中に装着される。
極めて高い機動性を除けば、対人用軽戦車または豆戦車に近い運用がされていて、巨人本体のピークが車長兼操縦手、砲塔の4名が射撃手という役割分担がされている。
地鳴らし
パラディ島の3重の壁の中に潜む幾千万の「超大型巨人」を「始祖の巨人」の力で行進させる壁内人類の最終兵器。
壁外の近代兵器をもってしても超大型巨人の進行を食い止めることは難しく、一度発動されてしまえば「超大型巨人」に踏み均されて文字通り平らな地表と化す。
カール・フリッツは「パラディ島の安息を脅かせば幾千の巨人で報復する」と言い残したと伝えられている。

### その他
酵母
補給拠点に置かれた食料の腐敗を遅らせるために使う。外見は人頭大ほどの大きさの発酵させた大豆の塊。ウォール・シーナ内でのみ生産される。詳細な原理は不明。
巨大樹の森
樹高80メートルにもおよぶ巨木の森。壁の内外を問わず各所に点在している。なぜこの規模にまで発育したのか理由は明らかではない。かつては観光地として整備されていたが、ウォール・マリア陥落以降は荒れるままになっており、かろうじて道が残っている程度。
立体機動の真価を発揮できるため、調査兵団にとっては巨人に対抗するための重要な拠点である。
工場都市
ウォール・シーナ領内に位置する工場街。ノベライズ作品「進撃の巨人 Before the fall」の時代に完成した。シガンシナ区以上の規模を持ち、約5万人の人口を擁する。それまで各地に点在していた工場設備を一か所に集約したものである。職人とその家族のための居住区、商業施設、歓楽街などを備える。造幣局も置かれているため、内地でありながらも厳重な警備体制が敷かれている。街の中央に位置する高炉は50メートル近い威容を誇り、都市のランドマークとなっている。街の北端には幅500メートル、落差100メートルの巨大な滝があり、工場の設備は水力で稼動する。
地下街
ウォール・シーナ内に存在する遊興街。本来は巨人に備えた避難場所として用意された空間であるが、現在はあらゆる娯楽と犯罪が集まる無法地帯と化している。住人は数百から数千。人口の流入につれ規模を拡大させており、その全貌を知る者は皆無。富裕層や司法側の人間も顧客として利用しており、住人は互いの素性を詮索しないことが暗黙の了解となっている。
黒金竹（くろがねだけ）
工場都市北の山岳地帯に自生する特殊な植物。外見こそ竹だが白銀色の輝きを持ち、並の金属とは比較にならない硬度と軽さをもつ。立体機動装置に欠かせない原料であり、アンカー部の素材に使用されているほか、葉は溶解させ取り出した葉脈を繊維とすることでワイヤーに、幹の空洞部分はボンベに使用されている。
氷爆石（ひょうばくせき）
工場都市の地下でのみ産出される石。地下カルデラ湖に膨大な量が埋蔵されている。一見すると氷の様だがその実体は地下のガスが凍ったものであり、常温では体積が200倍にまで膨張する。立体機動装置に使用されているガスの原料。
鋼貨
小指の先端ほどの金属の固まりに工場都市の刻印がなされたもの。黒金竹を精錬する過程で生み出される低質の鋼を利用したものであり、鋼貨一個で平均的な家庭1日分の食費にあたる。
発光石
レイス家の礼拝堂地下洞窟を形成する鉱物。詳細や組成などは不明だが、自然発光する特徴を有する。地下洞窟の存在自体が秘密であったがヒストリア・レイスが女王に即位した後に照明用素材として採掘が行われ、電気技術の存在しない壁内での光源として軍民問わず普及していった。
座標
壁外から来た勢力（マーレの戦士＝ライナーやベルトルトたち）が奪取を狙っているもので、「始祖の巨人」を言い換えたもの。エルディア人たちは空間を超越した目に見えない「道」で繋がっており、その集結点（始祖の巨人）を示すことからくる名称。巨人を形成する血や骨、時には記憶や意思に至るまでがこの「道」から送られてくると言われている。ライナーたちはこの「座標」を「故郷」に持ち帰ることを任務としており、現在はエレンがこれを保持している。ライナーたちに誘拐されたエレンが脱出の際に巨人を操るような力を何度か見せたが、その後は自由意志で「座標」の力を使うことには失敗している。ライナーたちはエレンを取り逃がした際、初めて「座標」がエレンの手にあることを確信した。ライナーによれば、「この世で一番それを持ってはいけない」とエレンがその「座標」を持ったことを非常に危険視している。
「座標」を保持する第三者（エレン）が王家の血筋の者が巨人化している際に触れると力を行使できることが示唆されている。（ジーク・イエーガー）
継承
レイス家の初代王から100年以上にわたり、一族相伝の「巨人の力」と「世界の記憶」を代々継承していた秘伝の儀式。継承期間は一人当たり大体13年ほどで、これは始祖ユミルが巨人の力を得てから死ぬまでの期間に相当する。次代継承者は巨人化薬で巨人化して先代継承者を捕食することで巨人化能力と記憶が自身に取り込まれる。初代王から代々継承を重ねることで「世界の記憶」は門外不出の秘密となったが、秘匿は絶対的な義務ではなく、継承者は自分の意志次第で世界の成り立ちや経緯を公開し世に広める選択もできるが、歴代の継承者は誰一人として世に広めていなかった。
842年、次代継承者に選ばれたフリーダは15歳の時に先代継承者であり、叔父でもあるウーリから「巨人の力」と「世界の記憶」を継承。845年にグリシャ・イェーガーがレイス家の礼拝堂地下洞窟に侵入し、ロッド・レイス以外の一族を皆殺しにして「巨人の力」を強奪、さらにそれがエレンへ渡る。
レイス家当主のロッド・レイスはレイス家の血縁者でなければ継承者としての能力は十分に発揮されないと述べており、そのためか実質的継承者であるエレンの継承記憶は断片的なものに留まっている。
不戦の契り
145代レイス王のカール・フリッツが始祖の巨人と契約をした、レイス王家の血族に施した「呪い」。王家の血筋の者が始祖の巨人が持つ「座標」の力を継承すると145代王の思想に捕らわれ始祖の力を行使できなくなる。
グリシャの書籍
エレンの生家の地下室で隠されていた、ハッカ油と木炭で防湿・防虫加工が施された3冊の手記で、「グリシャ・イェーガー氏の半生」「巨人と知りうる歴史の全て」「壁外世界の情報」の3冊に分けられており、「グリシャ・イェーガー氏の半生」の表題紙にはグリシャがダイナ、ジークと撮った写真が貼られている。壁内で使命よりも家族を守ることを選んだグリシャが、万が一エレンが外の世界に興味を持つ可能性を考え書き記したものであり、この書籍で王政府も真実を知ることができ、壁内に住む国民に真実を伝えた。ただし十数年前に書き記したものであるため、「壁外世界の情報」においては世界情勢が多少なりとも変化しているため、現在との情報精度に多少の誤差がある。
本部
レベリオ収容区の壁外にあるマーレ軍の施設。戦士たちの本拠地となっていて、戦士候補生の教育機関も兼ねている。正面玄関前には、マーレ人の英雄へーロスの銅像が建てられている。賓客をもてなす設備も充実している。
タイバー家
かつてのエルディア帝国の貴族家の一つで、代々「戦槌の巨人」を管理している。巨人大戦で145代レイス王に叛旗を翻した最初の貴族で、世界からは救世の末裔の一族として尊敬の念を集めている。裏面からマーレを支配できるだけの権限を持っているが、政治にも戦争にも不干渉の立場を貫き、マーレ人の民意に委ねている。
巨人化学
「ユミルの民」の巨人化を研究する学問。巨人化学会という専門機関があり、主に巨人化薬を生産している。巨人化薬の精製には専用施設と専門家が必要とされており、パラディ島の技術では新規に薬を作り出すことは不可能。旧エルディア帝国時代から存在しているらしく、アッカーマン一族は「巨人化学の副産物」と言われている。
アッカーマン家
旧エルディア帝国時代の巨人研究の過程で誕生した一族で王家に仕えていた武家。身体能力に長け、脳のリミッターを任意で解除することにより一般人よりも遥かに優れた戦闘力を発揮し、この能力は遺伝的に受け継がれる。
巨人大戦後は存在を危惧したマーレから逃げる形でフリッツ王と共にパラディ島へ移住。後に王家と確執が生まれ迫害されたとあるが、実際には自身の血を呪った一族が145代レイス王の考えに賛同し、隠遁生活を選んだとされる。
安楽死計画
ジーク・イェーガーが企んだ世界平和の計画。
パラディ島の壁の一部を使った「地鳴らし」を行い敵対勢力を壊滅・威嚇して、パラディ島の長期的な不可侵状態を維持させ、「始祖の巨人」の人体改変する力を使い、諸悪の根源になってしまったユミルの民＝全てのエルディア人から、生殖能力を奪い子孫が残せない状態にし、静かにエルディア人を滅亡させる計画。
ジークの「エルディア人は生まれてこなければ良かった」という考えから起草されたものだが、計画を否定したエレンに「始祖の巨人」の力を掌握されて頓挫した。

## 制作背景
出版社側からは「人体の断面を描いてはいけない」程度の表現規制しか受けていないとのこと。また、「読者に媚びることは、読者を裏切ることと等しい」という考えの下、「舞台などの謎が明かされた時が物語の終わる時」としている。
一部の設定は小太刀右京や三輪清宗が設定協力として参加している。ユミルなどの北欧神話がベースの設定もある。

### 作風
諫山は、恋愛アドベンチャーゲーム『マブラヴ オルタネイティヴ』の「作り手に殺される」と感じるほどの悪意的姿勢を自分なりに表現し、世間に投げつけたかったと述べている。
最も影響を受けた漫画には皆川亮二の『ARMS』を挙げており、主人公が変身して独自の能力で戦うなどの影響が見受けられる要素がある。司馬遼太郎の歴史小説『坂の上の雲』にも影響を受けており、弱者が強者（絶対的に不利な相手）へ挑むという展開を創る上での参考となっている。
また、弱い者が強い者に挑むという展開は諫山自身の経験や思いが多分に反映されている。諫山は漫画のようなものを描き始めた高校2年生くらいのころから弱者を主人公とした作品ばかり描いていたが、幼少期から常に同世代と比べて10キロほど体重が軽いこともあって劣等感を感じていたという。しかし、それでもちびっこ相撲大会に強制的に参加させられ、全国ランキングに入るほどの相手と対戦しなければならない状況に陥り、強大なモノへの絶望感を味わったり、少年時の田舎で川に飛び込む度胸試しから最後まで逃げてやらなかったという過去の経験などが、「もっと真面目にやれば良かった」という後悔や歯がゆさなどに繋がって反骨心としてこのような展開を描くようになったと述べている。

### 巨人の制作
「人を喰う巨人」については、小学生のころに偶然視聴した特撮映画『フランケンシュタインの怪獣 サンダ対ガイラ』のガイラや『ガメラ 大怪獣空中決戦』のギャオスの影響を受け、諫山が受けたトラウマの1つになっている。また、同時期に読んだ少年漫画『地獄先生ぬ〜べ〜』に登場する画霊「人食いモナリザ」にも影響を受けるなど、これらの作品が巨人を着想するに至る要素となった。
作中に散見される戦闘シーンでは、諫山の怪獣・巨大ヒーロー好きもあって特撮テイストが多く盛り込まれているほか、格闘技好きも大きく反映されており、格闘技に実際に存在する技や特定の選手をイメージしてデザインした巨人・攻撃の方法などが作中に登場している（実例は#巨人（きょじん）を参照）。また、諫山にはウルトラマンに格闘技をさせたいという考えもあったという。
読み切り版では巨人が記号的なモンスターであったが、諫山は後日行なわれた新人賞の授賞式にて少年マガジン編集部編集長の森田浩章から「巨人をもっと怖く」との助言を受けていた。そこで自身がネットカフェでのアルバイト中に経験した、「泥酔して何を考えているかまったくわからないのに知恵はある客」とのやりとりで感じた「意思疎通のできない人間」への恐怖体験を参考にし、記号的に牙や角などを付けるのではなく、巨人の表情を喜怒哀楽のどれか1つに限定させることで巨人から恐怖感や不気味さを生み出すことに成功した。
巨人の「食べ物である人間を食しておきながら栄養として吸収しない」という行為については菓子研究家の福田里香が提唱するフィクション作品におけるフード理論に基づき、「巨人はお腹いっぱいになったら吐き出す」という設定を追加した。また、第2巻のミカサ回想シーンにおいては「食べるという行為の元は戦いだ」と改めて感じながら描写したという。福田によるフード理論には「善人は食べ物を美味そうに食べる」「正体不明人物は食べ物を食べない」「悪人は食べ物を粗末に扱う」という3原則があり、これをTBSラジオの『ライムスター宇多丸のウィークエンド・シャッフル』にて聞いた諫山は「なるほど」と納得した。

### 世界観の制作
周囲を壁に囲まれるという閉塞した設定は、諫山が「壁のような山に囲まれた」と表現する出身地（大分県日田郡大山町、現日田市大山町）の柱状節理からなる熔岩壁がモチーフ。そこから外に飛び出したいという少年時代の心境が反映されており、その思いが「壁の中から出て広い世界に行きたい」というエレンの行動原理に通じている。また「この大山町が、進撃の巨人の舞台になっている」とも語っている。
読み切り版のように現代の荒廃した世界にする案もあったが、連載版の最初の世界観は中世ヨーロッパを思わせるファンタジー的な世界に変更された。しかし、これは創作上の「逃げ」を作り出すということも考慮されており、作品世界のテクノロジーを現実より劣化させることでより絶望的な世界の構築が可能となった。またこの結果、作品世界へと容易に登場させることが可能となった架空の物事に関しては、いわゆる「中二病的なアイデア」であったとしても、なるべく根拠を求めていく姿勢を採っているという。

## 受賞歴
- 2010年 『オトナファミ』（エンターブレイン）2010 August号「NEXTブレイク漫画ランキングBEST50」第2位（単行本既刊3巻以下の作品を対象）[37]
- 2011年 『このマンガがすごい! 2011』オトコ編第1位
- 2011年 全国書店員が選んだおすすめコミック2011第1位
- 2011年 第4回マンガ大賞第7位
- 2011年 第35回講談社漫画賞少年部門受賞
- 2014年 ハーベイ賞海外漫画賞[49]
- 2014年 アッティリオ・ミケルッツィ賞MIGLIOR SERIE STRANIERA[50]
- 2015年 第1回SUGOI JAPAN Awardマンガ部門グランプリ

## 評価
『ダ・ヴィンチ』（メディアファクトリー）2010年9月号のプラチナ本に選出された際には、同誌編集長の横里隆が「分からないことだらけの圧倒的な絶望感の中で、主人公たちが生き延びるために戦い続けることに魅力を感じ、またそこにリアリティがあるため怖い。怖いものは面白い」と評した。
評論家の宇野常寛は「この作品は「ゴジラ」第1作に代表されるような昭和時代の怪獣映画や変身ヒーロー物の作品内にて、国家や戦争といった個人ではどうにもならない物のイメージを持って登場した“大きなもの”を備えている。しかし21世紀となった現在では“大きなもの”のイメージを過去のようにステレオタイプな悪役にせず新たに更新する必要があるものの、その姿はまだどう変わるか分からない。それでも“分からない大きなもの”をどう受け止めるかというテーマに対して主人公たちは正面から格闘していて、その本質から逃げない姿勢が読者を惹き付けているのではないか」と評している。
2011年3月11日以降は作品内容上、東日本大震災に絡めて評されることが多くなっている。『ダ・ヴィンチ』2011年6月号掲載の特集では、「作中に登場する“前に巨人に襲われてから100年経っていたため脅威を忘れていた人々”や“自分の財産を守ろうとして人々の避難を邪魔した商人”などのキャラクター、そして“巨人”そのもの。これら全てが震災前に描かれたにもかかわらず震災を連想させるものばかりであり、震災後の日本と同じく本作品も巨人から世界を取り戻すという“復興”を目指す作品である」とした上で、「ますます時代に関わる重要な作品になっていくだろう」と紹介している。震災については諫山自身も映画評論家・町山智浩との対談記事にて「作品内容に影響は無い」としながらも、別のインタビュー記事では「以前の日本には閉塞感が漂っていたが、震災を境に変わってしまった。今後は目の前にある脅威に対してどうやって勝ち得るのかを描いていきたい」と述べている。
三菱UFJリサーチ&コンサルティング芸術・文化政策センター長の太下義之はこの作品が人気を集めた要因として、謎が謎を呼ぶ形のプロット、その謎を仕掛ける作者の存在を読者に意識させるメタ・フィクショナルな構造、二次創作の余地を生む世界観、『寄生獣』に通じる閉塞感などを挙げている。
香港の芸術家・ケイシー・ウォン（黄国才）は、香港で本作品が評判を生んでいる要因として、1997年まで英国植民地として「壁」に守られていた香港が、中国返還後は中国資本メディアの台頭や、中国人移民の激増という「巨人」に脅かされ、自由な空気が損なわれている、という香港の時代背景を挙げ、本作品のプロットとの共通性を指摘した。

## 書誌情報

### 単行本
- 諫山創 『進撃の巨人』 講談社〈講談社コミックスマガジン〉、全34巻

| 巻 | 初版発行日 (いずれも同日発売) | ISBN                                                                                               | 限定版・特装版〈プレミアムKC〉付属、備考                                                                                |
| -- | ----------------------------- | -------------------------------------------------------------------------------------------------- | --- |
| 1  | 2010年3月17日                 | 978-4-06-384276-0                                                                                  | |
| 2  | 2010年7月16日                 | 978-4-06-384338-5                                                                                  | |
| 3  | 2010年12月9日                 | 978-4-06-384410-8                                                                                  | 特別編「リヴァイ兵士長」を収録 初版では諫山が、描き下ろしの嘘予告ページのデザインに納得がいかず、改訂版が出版されている |
| 4  | 2011年4月8日                  | 978-4-06-384469-6                                                                                  | |
| 5  | 2011年8月9日                  | 978-4-06-384513-6                                                                                  | 特別編「イルゼの手帳」を収録                                                                                            |
| 6  | 2011年12月9日                 | 978-4-06-384591-4                                                                                  | |
| 7  | 2012年4月9日                  | 978-4-06-384652-2（通常版） 978-4-06-362208-9（限定版）                                            | 超大型巨人の可動フィギュア（海洋堂制作）                                                                                |
| 8  | 2012年8月9日                  | 978-4-06-384712-3（通常版） 978-4-06-362227-0（限定版）                                            | ミカサ「立体機動」キーホルダー                                                                                          |
| 9  | 2012年12月7日                 | 978-4-06-384776-5（通常版） 978-4-06-362239-3（限定版）                                            | リヴァイ「立体機動」キーホルダー                                                                                        |
| 10 | 2013年4月9日                  | 978-4-06-384839-7（通常版） 978-4-06-362243-0（限定版）                                            | エレン「立体機動」 |
| 11 | 2013年8月9日                  | 978-4-06-394901-8                                                                                  | |
| 12 | 2013年12月9日                 | 978-4-06-394976-6（通常版） 978-4-06-358465-3（限定版）                                            | オリジナルアニメDVD「イルゼの手帳〜ある調査兵団員の手記〜」                                                             |
| 13 | 2014年4月9日                  | 978-4-06-395044-1（通常版） 978-4-06-358488-2（限定版）                                            | オリジナルアニメDVD「突然の来訪者〜苛まれる青春の呪い〜」                                                               |
| 14 | 2014年8月8日                  | 978-4-06-395141-7（通常版） 978-4-06-358703-6（限定版）                                            | オリジナルアニメDVD「困難」                                                                                             |
| 15 | 2014年12月9日                 | 978-4-06-395253-7（通常版） 978-4-06-358722-7（限定版）                                            | オリジナルアニメDVD「悔いなき選択」前編                                                                                 |
| 16 | 2015年4月9日                  | 978-4-06-395358-9（通常版） 978-4-06-358723-4（限定版）                                            | オリジナルアニメDVD「悔いなき選択」後編                                                                                 |
| 17 | 2015年8月7日                  | 978-4-06-395446-3（通常版） 978-4-06-362303-1（限定版）                                            | 「関西弁版1巻」、「9枚組クリアしおり」                                                                                  |
| 18 | 2015年12月9日                 | 978-4-06-395549-1（通常版） 978-4-06-358783-8（限定版）                                            | 「ねんどろいどぷち エレンサンタ服ver.」                                                                                 |
| 19 | 2016年4月8日                  | 978-4-06-395636-8（通常版） 978-4-06-362328-4（限定版）                                            | 特製ポストカード |
| 20 | 2016年8月9日                  | 978-4-06-395720-4（通常版） 978-4-06-362335-2（限定版）                                            | 短編小説27編を収録した小冊子                                                                                            |
| 21 | 2016年12月9日                 | 978-4-06-395815-7（通常版） 978-4-06-362347-5（限定版）                                            | 短編小説20編を収録した小冊子                                                                                            |
| 22 | 2017年4月7日                  | 978-4-06-395909-3（通常版） 978-4-06-362355-0（限定版）                                            | 特製ウォール・ステッカー                                                                                                |
| 23 | 2017年8月9日                  | 978-4-06-510100-1（通常版） 978-4-06-510007-3（限定版）                                            | リヴァイのスカーフ、エルヴィンのループタイ                                                                              |
| 24 | 2017年12月8日                 | 978-4-06-510548-1（通常版） 978-4-06-397047-0（限定版）                                            | 「LOST GIRLS」のアニメーションを収録したDVD                                                                             |
| 25 | 2018年4月9日                  | 978-4-06-511201-4（通常版） 978-4-06-397048-7（限定版）                                            | 「LOST GIRLS」のアニメーションを収録したDVD                                                                             |
| 26 | 2018年8月9日                  | 978-4-06-512183-2（通常版） 978-4-06-397049-4（限定版）                                            | 「LOST GIRLS」のアニメーションを収録したDVD                                                                             |
| 27 | 2018年12月7日                 | 978-4-06-513479-5（通常版） 978-4-06-513936-3（限定版）                                            | 2019年度版365日日めくりカレンダー                                                                                       |
| 28 | 2019年4月9日                  | 978-4-06-514869-3（通常版） 978-4-06-514868-6（限定版）                                            | 10周年記念缶バッジ |
| 29 | 2019年8月9日                  | 978-4-06-516224-8（通常版） 978-4-06-516227-9（特装版）                                            | 小説小冊子 |
| 30 | 2019年12月9日                 | 978-4-06-517543-9（通常版） 978-4-06-517547-7（特装版）                                            | 小説小冊子 |
| 31 | 2020年4月9日                  | 978-4-06-518689-3（通常版） 978-4-06-518688-6（特装版）                                            | 小説小冊子 |
| 32 | 2020年9月9日                  | 978-4-06-520322-4（通常版） 978-4-06-520323-1（特装版）                                            | 90ミリメートル缶バッジ                                                                                                  |
| 33 | 2021年1月8日                  | 978-4-06-522029-0（通常版） 978-4-06-522030-6（特装版）                                            | 90ミリメートル缶バッジ                                                                                                  |
| 34 | 2021年6月9日                  | 978-4-06-523417-4（通常版） 978-4-06-523416-7（特装版Beginning） 978-4-06-524144-8（特装版Ending） | 2話分のネーム（Beginningは第1・2話、Endingは第138・139話） Beginningは書店限定、Endingはコンビニエンスストア限定        |

### フルカラー版
- 諫山創 『進撃の巨人 Full color edition』 講談社〈KCデラックス〉、全4巻
作者、担当編集者、読者投票で選ばれたエピソードをフルカラーで収録している。
  1. 2021年6月9日発売[書誌 62]、第46話、第69話、第81話収録、ISBN 978-4-06-523718-2
  2. 2021年9月9日発売[書誌 63]、第71話、第126話、第130話収録、ISBN 978-4-06-524848-5
  3. 2021年12月9日発売[書誌 64]、第50話、第84話、第123話収録、ISBN 978-4-06-526296-2
  4. 2022年3月9日発売[書誌 65]、第91話、第122話、第132話収録、ISBN 978-4-06-527276-3

### 関連書籍

#### 公式ガイドブック
- 諫山創『進撃の巨人 INSIDE 抗』 講談社〈KCデラックス〉 2013年4月9日初版発行（同日発売[書誌 66]）、ISBN 978-4-06-376816-9
- 諫山創『進撃の巨人 OUTSIDE 攻』 講談社〈KCデラックス〉 2013年9月9日初版発行（同日発売[書誌 67]）、ISBN 978-4-06-376873-2
- 諫山創『進撃の巨人 ANIMATION SIDE 吼』 講談社〈KCデラックス〉2014年2月7日初版発行（同日発売[書誌 68]）、ISBN 978-4-06-376937-1
- 諫山創『進撃の巨人 ANSWERS』 講談社〈KCデラックス〉2016年8月9日初版発行（同日発売[書誌 69]）、ISBN 978-4-06-393042-9
- 諫山創『進撃の巨人 キャラクター名鑑』 講談社〈KCデラックス〉2017年8月9日初版発行（同日発売[書誌 70]）、ISBN 978-4-06-510216-9

#### その他
- 柳田理科雄 『進撃の巨人 空想科学読本』講談社〈KCデラックス〉2014年8月8日初版発行（同日発売[書誌 71]）、ISBN 978-4-06-377040-7
  - 『空想科学読本』シリーズの派生でもあり、巨人の生態、巨人への対策、作品世界の謎などを科学的な見地で検証している。
- 諫山創 『進撃の巨人 公式ぬりえブック ATTACK ON TITAN COLORING BOOK』講談社　2016年4月14日初版発売（同日発売[書誌 72]）、ISBN 978-4-06-219993-3
  - 単行本1〜18巻のシーンを忠実に再現し、セリフ穴埋めや奇行種巨人の名づけなどのミッションを出題した緻密なぬりえ。
- 諫山創、週刊少年マガジン編集部 『進撃の巨人 特撰！ ひとコマ大喜利ブック』 講談社〈KCデラックス〉2018年8月9日初版発行（同日発売[書誌 73]）、ISBN 978-4-06-512330-0
  - 公式ファンサイトのコーナー「ひとコマ大喜利」をまとめたもの。書き下ろし小説「アルミンの憂鬱／エルヴィンのうわさ」も収録。
- 諫山創 『1冊でわかる！進撃の巨人　ストーリーガイド』 講談社〈KCデラックス〉2019年4月9日初版発行（同日発売[書誌 74]）、ISBN 978-4-06-515495-3
  - コミックス1巻から22巻までの内容と、テレビアニメのSeason2・3の設定資料集をまとめた解説本。

## スピンオフ

### 進撃の巨人 Before the fall
講談社ラノベ文庫より『進撃の巨人 Before the fall』（しんげきのきょじん ビフォー・ザ・フォール）のタイトルで小説化された。全3巻。著者：涼風涼、イラスト：THORES柴本。士貴智志による漫画版が、『月刊少年シリウス』（講談社）にて、2013年10月号から2019年5月号まで連載。内容は原作漫画の前日譚となっている。

#### ストーリー（Before the fall）
Before the fall
工房で働く主人公アンヘルは、「ウォール・マリア」に設置されている対「巨人」用の大砲の製作者ではあったが、いまひとつその本当の恐ろしさを理解できずにいた。しかし、様々な事件や出来事で「巨人」の本当の恐ろしさを知ったアンヘルは、親友のソルム、マリア、壁外を調査する調査兵団を「巨人」から守るための兵器を開発する決意を固めるのであった。
Before the fall 2
巨人の吐瀉物から生まれた赤ん坊がいた。彼は「キュクロ」と名づけられ見世物として過ごす。辛く惨めな生活の中、少女シャルルとの出会いで人間性を取り戻したキュクロは、やがて自分の人生を狂わせた巨人との対峙を望むようになる。キュクロは前代未聞の「壁外遠征への密航」を試みる。
Before the fall 3
壁外から生還したキュクロは、ホルヘの薦めにより訓練兵団に入団する。そこで出会ったのはアンヘルが作りあげた「立体機動装置」であった。「これさえ使いこなせれば巨人を殺せる」と信じて訓練に励むキュクロであったが、その習得は困難を極めた。果たして立体機動装置は巨人討伐の決定打になり得るのか。

#### 書誌情報（Before the fall）
ライトノベル（Before the fall）
- 涼風涼（著） / 諫山創（原作）、講談社〈講談社ラノベ文庫〉、全3巻

|   | タイトル                     | 発売日                 | ISBN              |
| - | ---------------------------- | ---------------------- | ----------------- |
| 1 | 進撃の巨人 Before the fall   | 2011年12月2日[書誌 75] | 978-4-06-375202-1 |
| 2 | 進撃の巨人 Before the fall 2 | 2012年3月30日[書誌 76] | 978-4-06-375228-1 |
| 3 | 進撃の巨人 Before the fall 3 | 2012年6月29日[書誌 77] | 978-4-06-375243-4 |
コミカライズ（Before the fall）
- 士貴智志（作画） / 諫山創・涼風涼（原案） / THORES柴本（キャラクター原案）、講談社〈シリウスKC〉、全17巻

|    | タイトル                      | 発売日                 | ISBN              |
| -- | ----------------------------- | ---------------------- | ----------------- |
| 1  | 進撃の巨人 Before the fall 1  | 2013年12月9日[書誌 78] | 978-4-06-376439-0 |
| 2  | 進撃の巨人 Before the fall 2  | 2014年4月9日[書誌 79]  | 978-4-06-376460-4 |
| 3  | 進撃の巨人 Before the fall 3  | 2014年8月8日[書誌 80]  | 978-4-06-376486-4 |
| 4  | 進撃の巨人 Before the fall 4  | 2014年12月9日[書誌 81] | 978-4-06-376515-1 |
| 5  | 進撃の巨人 Before the fall 5  | 2015年4月9日[書誌 82]  | 978-4-06-376537-3 |
| 6  | 進撃の巨人 Before the fall 6  | 2015年8月7日[書誌 83]  | 978-4-06-376564-9 |
| 7  | 進撃の巨人 Before the fall 7  | 2015年12月9日[書誌 84] | 978-4-06-376590-8 |
| 8  | 進撃の巨人 Before the fall 8  | 2016年4月8日[書誌 85]  | 978-4-06-390619-6 |
| 9  | 進撃の巨人 Before the fall 9  | 2016年8月9日[書誌 86]  | 978-4-06-390641-7 |
| 10 | 進撃の巨人 Before the fall 10 | 2016年12月9日[書誌 87] | 978-4-06-390667-7 |
| 11 | 進撃の巨人 Before the fall 11 | 2017年4月8日[書誌 88]  | 978-4-06-390696-7 |
| 12 | 進撃の巨人 Before the fall 12 | 2017年8月9日[書誌 89]  | 978-4-06-390725-4 |
| 13 | 進撃の巨人 Before the fall 13 | 2017年12月8日[書誌 90] | 978-4-06-510504-7 |
| 14 | 進撃の巨人 Before the fall 14 | 2018年4月9日[書誌 91]  | 978-4-06-511218-2 |
| 15 | 進撃の巨人 Before the fall 15 | 2018年8月9日[書誌 92]  | 978-4-06-512288-4 |
| 16 | 進撃の巨人 Before the fall 16 | 2018年12月7日[書誌 93] | 978-4-06-513812-0 |
| 17 | 進撃の巨人 Before the fall 17 | 2019年4月9日[書誌 94]  | 978-4-06-515204-1 |

### 進撃の巨人 隔絶都市の女王
講談社ラノベ文庫より『進撃の巨人 隔絶都市の女王』（しんげきのきょじん かくぜつとしのじょおう）のタイトルでライトノベル化されている。全2巻。著者：川上亮、イラスト：村田蓮爾。内容は原作漫画の外伝的な位置にあり、ウォール・マリア陥落で孤立化したウォール・マリア西端外壁突出地区の街を舞台にしている。

#### 書誌情報（隔絶都市の女王）
- 川上亮（著） / 諫山創（原作）、講談社〈講談社ラノベ文庫〉、全2巻

|   | タイトル                        | 発売日                | ISBN              |
| - | ------------------------------- | --------------------- | ----------------- |
| 1 | 進撃の巨人 隔絶都市の女王（上） | 2014年8月1日[書誌 95] | 978-4-06-375296-0 |
| 2 | 進撃の巨人 隔絶都市の女王（下） | 2015年5月1日[書誌 96] | 978-4-06-375299-1 |

### 進撃の巨人 悔いなき選択
外伝『進撃の巨人 悔いなき選択』（しんげきのきょじん くいなきせんたく）が、女性向け漫画雑誌『ARIA』（講談社）にて2014年1月号から同年8月号まで連載。元々はテレビアニメのBlu-ray&DVDの初回特典に付属したビジュアルノベルのシナリオが原型となっている。プロローグが2013年11月号に掲載されたが当該号は売れ行きが好調で入手困難となり、翌12月号に再掲載された。“王都のゴロツキ”だったリヴァイと調査兵団分隊長のエルヴィン・スミスとの出会いが描かれる。ストーリー原案は砂阿久雁、作画は駿河ヒカルが担当する。2014年から2015年にかけてOADとして前後編でアニメ化。『進撃の巨人』本編の限定版15巻（2014年12月9日発売 前編）、同じく限定版16巻（2015年4月9日発売 後編）の同梱ディスクとしてリリース。

#### 書誌情報（悔いなき選択）
|   | タイトル                    | 発売日                          | ISBN                                                    |
| - | --------------------------- | ------------------------------- | ------------------------------------------------------- |
| 1 | 進撃の巨人 悔いなき選択 (1) | 2014年4月9日[書誌 97][書誌 98]  | 978-4-06-376961-6（通常版） 978-4-06-362271-3（特装版） |
| 2 | 進撃の巨人 悔いなき選択 (2) | 2014年8月8日[書誌 99][書誌 100] | 978-4-06-377046-9（通常版） 978-4-06-362277-5（特装版） |

### 進撃の巨人 LOST GIRLS
KCデラックスより『進撃の巨人 LOST GIRLS』（しんげきのきょじん ロスト・ガールズ）のタイトルでライトノベル化された。元々はテレビアニメのBlu-ray&DVDの初回特典に付属したビジュアルノベルのシナリオの「Lost in the cruel world（ミカサ外伝）」「Wall Sina, Goodbye（アニ外伝）」だったものを小説化したもので、書き下ろしとして「Lost Girls」を収録している。著者：瀬古浩司、協力：「進撃の巨人」製作委員会。『別冊少年マガジン』2015年9月号より2016年6月号まで不二涼介による漫画版が連載された。2017年から2018年にかけてOADとしてアニメ化。アニ外伝が『進撃の巨人』本編の限定版24巻（2017年12月8日発売 前編）、同じく限定版25巻（2018年4月9日発売 後編）に、ミカサ外伝が同じく限定版26巻（2018年8月9日発売）の同梱ディスクとしてリリースされた。

#### 書誌情報（LOST GIRLS）
ライトノベル（LOST GIRLS）
- 瀬古浩司（著） / 諫山創（原作） / 「進撃の巨人」製作委員会（協力）、講談社〈KCデラックスほか〉、全1巻

|   | タイトル                                         | 発売日                  | ISBN              |
| - | ------------------------------------------------ | ----------------------- | ----------------- |
| 1 | 小説 進撃の巨人 LOST GIRLS                       | 2014年12月9日[書誌 101] | 978-4-06-377096-4 |
| 2 | 小説 進撃の巨人 LOST GIRLS（ハードカバー愛蔵版） | 2016年2月17日           | 978-4-06-219888-2 |
コミカライズ（LOST GIRLS）
- 不二涼介（作画） / 諫山創（原作） / 瀬古浩司（小説）、講談社〈講談社コミックス〉、全2巻

|   | タイトル                | 発売日                 | ISBN              |
| - | ----------------------- | ---------------------- | ----------------- |
| 1 | 進撃の巨人 LOST GIRLS 1 | 2016年4月8日[書誌 102] | 978-4-06-395638-2 |
| 2 | 進撃の巨人 LOST GIRLS 2 | 2016年8月9日[書誌 103] | 978-4-06-395722-8 |

### 進撃の巨人 果てに咲く薔薇
KCデラックスより『進撃の巨人 果てに咲く薔薇』（しんげきのきょじん はてにさくばら）のタイトルでノベル化されている。元々はレイチェル・アーロンによるヤングアダルト小説『Garrison Girl: An Attack on Titan Novel』を日本語に翻訳、紅玉いづきで改稿・再編したもの。

#### 書誌情報（果てに咲く薔薇）
- レイチェル・アーロン、紅玉いづき（著） / 諫山創（原作）、講談社〈講談社ラノベ文庫〉、全2巻

|   | タイトル                            | 発売日                 | ISBN              |
| - | ----------------------------------- | ---------------------- | ----------------- |
| 1 | 進撃の巨人 果てに咲く薔薇（上）     | 2019年4月9日[書誌 104] | 978-4-06-515347-5 |
| 2 | 進撃の巨人 果てに咲く薔薇（下）     | 2019年4月9日[書誌 105] | 978-4-06-375299-1 |
| 3 | 進撃の巨人 果てに咲く薔薇（愛蔵版） | 2019年4月7日[書誌 106] | 978-4-06-515346-8 |

### 進撃!巨人中学校
中川沙樹作画による『進撃の巨人』の「公式」パロディギャグ漫画。『別冊少年マガジン』2012年5月号から2016年8月号まで連載。アニメ化もされた。

### 4コマ!訓練兵団/調査兵団/リヴァイ班
ちみ絵師・ゆーぽんデザインの2頭身キャラによる『進撃の巨人』の「公式」4コマ漫画。進撃の巨人公式ホームページで期間限定で公開され、後にアニメ本編の特典として再録、また『ちみキャラ劇場』のタイトルでアニメ化もされた。

### 寸劇の巨人
『寸劇の巨人』は4コマギャグ漫画。漫画・hounori。マンガボックスにて2013年12月4日から2014年12月30日まで連載。別冊少年マガジンでも再掲載され、こちらは2014年1月号から2015年5月号にてまで連載。

#### 書誌情報（寸劇の巨人）
1. 2014年8月9日初版発行（同日発売）、ISBN 978-4-06-395152-3
2. 2015年4月9日初版発行（同日発売）、ISBN 978-4-06-395360-2

## アニメ
2013年4月から9月までMBSほかにて第1期が放送された（全26回）。第13話と第14話の間に総集編の第13.5話を挟んでいる。また、2014年から2015年には第1期の総集編の劇場版が公開された。
2017年4月1日から6月17日まで第2期「Season 2」が放送（全12回）。2018年には第2期も劇場版が公開された。
2018年7月から10月まで第3期「Season 3」Part.1がNHK総合テレビにて放送。Part.2も2019年4月から7月まで同局にて放送された（全22回）。
2020年7月に第1期から第3期までの総集編として「『進撃の巨人』〜クロニクル〜」が公開された。
2020年12月から2021年3月まで第4期「The Final Season」Part.1がNHK総合テレビにて放送、Part.2は2022年1月から4月まで放送。完結編（前編）は2023年3月、完結編（後編）は2023年11月に放送された。
原作単行本収録のOADが発売。「イルゼの手帳」と「悔いなき選択」は後にテレビ放送もされた。

## ドラマCD
- 進撃の巨人特典ドラマCD サシャの怒濤の料理バトル編!! - アニメ「進撃の巨人」 第2巻初回特典の音声ドラマ。キャストはテレビアニメ同様。
- 進撃の巨人特典ドラマCD 兵長VS.ミカサ 怒涛の掃除バトル - 別冊少年マガジン2014年1月号付録CD収録の音声ドラマ。キャストはテレビアニメ同様。
- 進撃の巨人特典ドラマCD 進撃のスクールカースト - アニメ「進撃の巨人 Season3」 第1巻初回特典の音声ドラマ。キャストはテレビアニメ同様。

## キャラクターイメージソング
|        | タイトル                | キャラクター                                                    | 発売日        | 規格品番   |
| ------ | ----------------------- | --------------------------------------------------------------- | ------------- | ---------- |
| vol.01 | Helpless World          | エレン・イェーガー（梶裕貴）                                    | 2017年3月15日 | PCCG-70391 |
| vol.02 | No matter where you are | ミカサ・アッカーマン（石川由依）                                | 2017年3月15日 | PCCG-70392 |
| vol.03 | Far away                | アルミン・アルレルト（井上麻里奈）                              | 2017年4月26日 | PCCG-70393 |
| vol.04 | Rusty Honesty           | ジャン・キルシュタイン（谷山紀章）                              | 2017年4月26日 | PCCG-70394 |
| vol.05 | Alternative Drive       | ベルトルト・フーバー（橋詰知久） ライナー・ブラウン（細谷佳正） | 2017年5月24日 | PCCG-70395 |
| vol.06 | Dark Side Of The Moon   | リヴァイ（神谷浩史）                                            | 2017年6月21日 | PCCG-70396 |
| vol.07 | Hope Of Mankind         | エルヴィン・スミス（小野大輔）                                  | 2017年6月21日 | PCCG-70397 |

## ムービーコミック
アニメのキャストでdTVのBeeマンガにてムービーコミックが配信されている。ムービーコミックとは原作の漫画に声優陣による音声セリフやSE、エフェクト効果を加えた動画である。2015年6月1日より原作の1巻から4巻までに収録された全14話が配信された。使用されているセリフは新たに録り下ろした音声である。主題歌はアニメ同様にLinked Horizonの「紅蓮の弓矢」が使用されている。
スタッフ
- 企画：柳崎芳夫
- プロデューサー：龍貴大、平木美和、中村好佑
- 総合演出：松村千秋
- 演出・映像効果：鳥尾美里
- 選曲：田母神正顕
- 音響効果：田久保貴昭
- MA：東通 ビデオセンター
- 技術協力：アックス
- 音響演出：中嶋聡彦
- 録音：山田富二男
- 録音助手：佐藤達也
- 録音スタジオ：トライクルスタジオ、アオイスタジオ
- 音響制作：テクノサウンド、中島朋子、竹節章史
- 協力：講談社 週刊少年マガジン編集部
- 編成：森下正樹、佐藤修弘
- 宣伝：國方大輔
- サイト編集：山本真紀
- 制作：東通、TOTSU CG Production
- 製作：BeeTV
- 著作：諫山創・講談社、BeeTV

## ゲーム

### モバイルゲーム
進撃の巨人
原作と同タイトルのソーシャルゲームで、コナミデジタルエンタテインメントの提供により2012年4月2日から同年12月までMobageにて配信された（対応機種はフィーチャーフォンのみ）。ストーリーは漫画の内容をそのままに再現したカードゲーム。
進撃の巨人 -反撃の翼-
2013年4月26日からストラテジーアンドパートナーズの提供によりGREE、同年7月5日からMobageにて配信され、テレビCMにお笑いコンビ・アンガールズの田中卓志を起用していた。
また、2013年12月24日にはPC用のブラウザゲームとして『進撃の巨人 -反撃の翼- ONLINE』がストラテジーアンドパートナーズの運営するオンラインゲームポータルサイト「GG」がニコニコアプリで配信され、2015年5月28日にサービス終了した。
進撃の巨人 -自由への咆哮-
2014年2月7日からiOS・Android端末向けに、Mobageにて配信開始され、テレビCMに和田アキ子を起用していたが、2016年7月29日にサービス終了した。
進撃の巨人 チェインパズルフィーバー
2017年にコプロが配信したパズルゲーム。8月3日にAndroid、同月15日にiOS向けに配信を開始し、2019年9月25日にサービス終了した。
進撃の巨人 TACTICS
2019年4月18日よりiOS・Android向けに配信された、面白法人カヤックとDeNA制作によるシミュレーションRPG。略称は「ゲキタク」。2020年8月31日にサービス終了した。
進撃の巨人Brave Order
2022年2月11日よりiOS・Android向けに配信しているenishの多人数共闘型RPG。略称は「ブレオダ」。

### コンシューマーゲーム
進撃の巨人〜人類最後の翼〜
ニンテンドー3DS専用ソフトとして2013年12月5日にスパイク・チュンソフト（開発：マイクロビジョン）より発売。アニメSeason1のストーリーを追体験できるアクションゲーム。
また、新キャラクターや新ステージ、新武器などの新要素を追加した『進撃の巨人〜人類最後の翼〜 CHAIN』が2014年12月4日に発売された。
進撃の巨人
PlayStation 4、PlayStation 3、PlayStation Vita用ソフトとして2016年2月18日にコーエーテクモゲームス（開発：オメガフォース）より発売。アニメSeason1のストーリーを追体験できるアクションゲーム。アニメストーリーのクリア後は、原作者監修のオリジナルストーリーを楽しむことができる。
進撃の巨人 死地からの脱出
ニンテンドー3DS専用ソフトとして2017年5月11日にコーエーテクモゲームス（開発：ルビー・パーティー）より発売。第57回壁外調査より前の時期を舞台としたオリジナルストーリーのアドベンチャーゲーム。
進撃の巨人2〜未来の座標〜
ニンテンドー3DS専用ソフトとして2017年11月30日にスパイク・チュンソフト（開発：マイクロビジョン）より発売。『進撃の巨人〜人類最後の翼〜』の続編で、アニメSeason2のストーリーを追体験できるアクションゲーム。Season1のダイジェストシナリオや「イルゼの手帳」「悔いなき選択」といったサイドストーリーも収録されている。
進撃の巨人2
PlayStation 4、PlayStation Vita、Nintendo Switch用ソフト、PC（Steam）で2018年3月15日にコーエーテクモゲームス（開発：オメガフォース）より発売。『進撃の巨人』の続編で、作成したオリジナルキャラクターの視点でアニメSeason2までのストーリーを追体験できるアクションゲーム。前作と同じくアニメストーリーのクリア後は、原作者監修のオリジナルストーリーを楽しむことができる。
また、新キャラクターや新兵器、新モードを追加し、アニメSeason3のストーリーを新たに収録した『進撃の巨人2 -Final Battle-』が2019年7月4日にPlayStation 4、Nintendo Switch用ソフトとして発売、7月5日にPC（Steam）で配信された。なお、『進撃の巨人2』の購入者（パッケージ版・ダウンロード版問わず）は、ダウンロード購入できるアップグレードパックを適用すれば『進撃の巨人2 -Final Battle-』と同じ内容でプレイすることができる。

### パソコンゲーム
進撃の巨人 -反撃の翼- ONLINE
2013年12月24日よりストラテジーアンドパートナーズの提供によりポータルゲームサイト・GGとニコニコアプリ（ニコニコアプリ版はサービス終了）にて正式サービス開始し、2015年5月28日にサービス終了。
進撃の巨人 盤打 ATTACK ON TYPING
2015年9月24日よりマイクロビジョンの提供によりYahoo! Mobageにて正式サービス開始された。2017年9月28日にサービス終了。

### アーケードゲーム
進撃の巨人 TEAM BATTLE
カプコンから稼働開始予定であったアーケードゲーム。2016年と2017年のジャパンアミューズメントエキスポに出展された。セガ・インタラクティブのALL.Netに対応し、Aimeにも対応する予定であったが、カプコンは2018年11月30日に、十分に楽しめるクオリティが不足しているとして開発中止を正式に発表した。
VR進撃の巨人 THE HUMAN RACE
タイトーとソニー・ミュージックコミュニケーションズ開発による「女型の巨人捕獲作戦」を再現したライド型VRアミューズメント筐体。2018年10月18日から28日にかけてSPACE INVADERS ROOM、同年10月19日から26日にかけてGinza Sony Parkにて、ロケーションテストとして提供された。

### VRヘッドセットゲーム
進撃の巨人VR: Unbreakable
Meta Quest用（Meta Quest 2、Meta Quest Pro、Meta Quest 3、Meta Quest 3S）にUNIVRSの開発によりリリース。2024年7月24日からアーリーアクセス（ただし、Meta Quest 3S以外）、2024年12月18日から正式リリース。対応言語は、日本語、英語。

### ゲームブック
進撃の巨人ゲームブック　ウォール・ローゼ死守命令850
藤浪智之（著） / 諫山創（原作） / 2015年12月9日発売 / ISBN 978-4-06-377335-4
第104期訓練兵団の一員となり、850年、ウォール・ローゼ（第二壁）南端の最前線「トロスト区」へ配属されたところ「五年ぶりに登場した超大型巨人」率いる巨人たちの襲撃に対して戦う。
進撃の巨人ゲームブック　女型巨人を捕獲せよ！
藤浪智之（著） / 諫山創（原作） / 2016年8月9日発売 / ISBN 978-4-06-393003-0
第104訓練兵団の一員で「トロスト区攻防戦」を戦い抜いた訓練兵である。正式な兵士となり、女型巨人を拘束する作戦に参加する。

### 卓上ゲーム
進撃の人狼
2017年12月10日にアルジャーノンプロダクトから発売された。人狼ゲームをベースにしている。
進撃の巨人〜九つの巨人〜
2021年11月20日にNexusとスタジオムンディから発売された。テレビアニメ『進撃の巨人 The Final Season』をテーマとしている。

### ゲスト出演作品
| - ジーククローネ（2013年） - ディバインゲート（2013年・2015年・2016年） - ケリ姫スイーツ（2014年・2015年・2016年・2017年） - 探検ドリランド（2014年・2015年） - セレスアルカ（2014年・2015年） - 天空のクリスタリア（2014年） - ミリオンチェイン（2014年） - パンドラサーガ（2014年） - Master of Epic（2014年） - ファンタシースターオンライン2（2014年・2017年） - クイズRPG 魔法使いと黒猫のウィズ（2014年・2018年） - アヴァロンの騎士（2014年・2017年） - アヴァベルオンライン・アヴァベルオンライン -絆の塔-（2014年・2018年） - 聖戦ケルベロス（2015年） - フルボッコヒーローズ®X（2015年・2017年） - ユニゾンリーグ（2015年・2021年） - 天下統一クロニクル（2015年） - 七つの大罪 ポケットの中の騎士団（2015年） - ポコロンダンジョンズ（2015年・2016年・2017年・2021年） - 消滅都市（2015年） - ヴァイスシュヴァルツ（2015年・2017年） - インペリアル サガ（2015年・2016年） - パズル&ドラゴンズ（2015年・2017年・2019年） - モンスターハンター エクスプロア（2015年・2016年） - 戦乱のサムライキングダム（2015年・2016年・2018年） - エレメンタルストーリー（2016年・2018年・2020年） - ドラゴンファング 〜竜者ドランと時の迷宮〜（2015年） - イザナギオンライン（2016年） - ぼくとドラゴン（2016年・2018年・2021年） - デッド オア アライブ 5 ラスト ラウンド（2016年） - クラッシュフィーバー（2016年） - 剣と魔法のログレス いにしえの女神（2016年・2017年） - モンスター ドライブ レボリューション（2016年） - オルクスオンライン（2016年） - ドラゴンエッグ（2016年） - ロードオブナイツ（2017年） - 城とドラゴン（2017年・2018年・2020年） - オルタナティブガールズ（2017年） - チェインクロニクル3（2017年） - オルタンシア・サーガ -蒼の騎士団-（2017年・2018年） - セブンス・リバース（2017年） - サモンズボード（2017年） - 【18】 キミト ツナガル パズル（2017年） - ヴァルキリーコネクト（2017年） | - グランブルーファンタジー（2017年） - アルテイルクロニクル（2017年） - 戦刻ナイトブラッド（2018年） - マブラヴ オルタネイティヴ ストライク・フロンティア（2018年） - 白猫プロジェクト（2018年・2019年） - ArcheAge（2018年） - エイリアンのたまご（2018年・2019年・2021年） - TERA :The Exiled Realm of Arborea（2018年） - 逆転オセロニア（2018年・2020年） - 白猫テニス（2018年・2020年） - 荒野行動 -Knives Out-（2018年・2019年・2020年・2021年） - 誰ガ為のアルケミスト（2018年、2020年） - ヴァルキリーアナトミア -ジ・オリジン-（2018年） - ダンジョンに出会いを求めるのは間違っているだろうか 〜メモリア・フレーゼ〜（2018年） - プレカトゥスの天秤（2019年） - 共闘ことばRPG コトダマン（2019年・2021年） - スターオーシャン:アナムネシス（2019年） - ジョーカー〜ギャングロード〜（2019年） - ＃コンパス 戦闘摂理解析システム（2019年・2020年・2022年） - イドラ ファンタシースターサーガ（2019年） - 実況パワフルサッカー（2019年） - クリスタル オブ リユニオン（2019年） - 三国烈覇（2019年） - 〈物語〉シリーズ ぷくぷく（2019年） - ビビッドアーミー（2019年・2020年） - ドラゴンネストM（2020年） - 戦姫絶唱シンフォギアXD UNLIMITED（2020年） - うらら〜ハンターライフ〜（2020年） - 七つの大罪 〜光と闇の交戦〜（2020年 ） - 獅子の如く〜戦国覇王戦記〜（2020年 ） - モンスターストライク（2020年） - メイプルストーリーM（2020年） - 剣魂〜剣と絆の異世界冒険伝（2021年） - 大熱闘ドラゴンスマッシュ（2021年） - LINE レンジャー（2021年） - LINE ポコポコ（2021年） - ライフアフター（2021年） - 魔界戦記ディスガイアRPG（2021年） - REALIVE!〜帝都神楽舞隊〜（2021年） - ピグパーティ（2021年） - 少女キャリバー.io（2021年） - 妖怪ウォッチ ぷにぷに（2021年・2023年） - Call of Duty：Vanguard・Call of Duty：Warzone Pacific（2022年） - ラストクラウディア（2022年） - ブレイドエクスロード（2022年） |

## 実写映画（日本）
『進撃の巨人』（しんげきのきょじん、洋題: ATTACK ON TITAN）は、2015年公開の日本映画。同名の漫画作品を原作とした、渡辺雄介および町山智浩脚本によるサスペンス映画である。
前編『進撃の巨人 ATTACK ON TITAN』（洋題: ATTACK ON TITAN (PART1)）と後編『進撃の巨人 ATTACK ON TITAN エンド オブ ザ ワールド』（洋題: ATTACK ON TITAN END OF THE WORLD (PART2)）からなる2部作である。
PG12指定。
監督は樋口真嗣、脚本は渡辺雄介と映画評論家の町山智浩が共同で担当。撮影は2014年5月より同年8月にかけて長崎県の端島（通称：軍艦島）を始め熊本県・茨城県ほかでロケーションが行われた。

### 制作
2011年10月13日に、2013年秋の公開を予定した実写映画化が発表された。同年12月8日には、中島哲也が監督、川村元気・石田雄治の両プロデューサーが制作、そして東宝が配給を担当することも発表された。この監督就任は中島側からのオファーであり、2010年12月1日から原作者・諫山創などとの話し合いを重ねていたというが、約1年後の2012年12月13日に中島の監督降板が明らかとなり、公開も2014年へ延期された。その後、2013年12月4日に新たな制作体制が東宝より発表された。
2014年1月24日、最初の公式プロモーションとして、日テレ映画放送枠『金曜ロードSHOW!』のCM（スバル・フォレスター）として巨人が登場する映像が初公開された。その後、このCMはスバル特設サイトにてメイキングと共に公開された。
2015年6月23日、4D版（MX4D、4DX）、D-BOX（イオンシネマ）、IMAXでの公開が発表された。3D映像はないものの、4種類の方式で上映されるのは邦画初のことである。
本作品では、ピクチャーエレメントによりあらゆる角度から対象物を撮影し3Dモデルを制作することができるボディスキャンが導入された。スタジオに設けられた実物大セットではスキャニングすることが難しかったため、ロケセットとの合成にはミニチュアセットをスキャニングし3DCGの素材として用いている。超大型巨人はCGと造型物の組み合わせて表現している。本作品で用いられた技術や手法は、樋口をはじめとする共通するスタッフが多い『シン・ゴジラ』（2016年）でも活用している。

### キャスト
配役は公式サイトとパンフレットのクレジットを元に記述。★は実写映画のオリジナルキャラクターであることを示す。登場人物の詳細は「進撃の巨人の登場人物」を参照。
- エレン - 三浦春馬（主演）
- シキシマ - 長谷川博己★
- ミカサ - 水原希子
- アルミン - 本郷奏多
- ジャン - 三浦貴大
- サシャ - 桜庭ななみ
- サンナギ - 松尾諭★
- ハンジ - 石原さとみ
- ソウダ - ピエール瀧★
- クバル - 國村隼★
- KREVA★

#### 前篇のみ
- フクシ - 渡部秀★
- ヒアナ - 水崎綾女★
- リル - 武田梨奈★
- ユノヒラ - 神尾佑★
- 高橋みなみ（AKB48）
- 諏訪太朗
- 橋本じゅん
- 仁科貴
- 原知佐子
- 長島☆自演乙☆雄一郎
- 村木よし子
- 巨人 - デモ田中
- 巨人 - ジャスティス岩倉
- 巨人 - 三島ゆたか

#### 後篇のみ
- グリシャ - 草彅剛
- カルラ - 緒川たまき
- 猪鼻ちひろ
- 八木さおり
- 犬童一心
- 上野耕路

### スタッフ
- 製作 - 市川南、鈴木伸育
- 共同製作 - 中村理一郎、原田知明、堀義貴、岩田天植、弓矢政法、髙橋誠、松田陽三、宮田謙一、吉川英作、宮本直人、千代勝美
- 原作 - 諫山創「進撃の巨人」
- 脚本 - 渡辺雄介、町山智浩
- エグゼクティブ・プロデューサー - 山内章弘
- プロデューサー - 佐藤善宏
- プロダクション統括 - 佐藤毅、城戸史朗
- ラインプロデューサー - 森賢正
- 特撮監督 - 尾上克郎
- 撮影 - 江原祥二
- 照明 - 杉本崇
- 美術 - 清水剛
- 録音・整音 - 中村淳
- 録音 - 田中博信
- 扮装統括 - 柘植伊佐夫
- 装飾 - 高橋光
- スタントコーディネーター - 田渕景也[241]
- 特殊造形プロデューサー - 西村喜廣
- 編集 - 石田雄介
- テクニカルプロデューサー - 大屋哲男
- VFXスーパーバイザー - 佐藤敦紀、ツジノミナミ
- 音響効果 - 柴崎憲治（JSA）
- スクリプター - 河島順子
- 助監督 - 足立公良
- 製作担当 - 斉藤大和
- デザインワークス - 貞本義行、竹谷隆之、田島光二
- 衣装デザイン - 三田真一（制服）、玉置博人（市民）、柘植伊佐夫（コンセプト）
- 宣伝プロデューサー - 江上智彦
- 【特撮セカンドユニット】
  - 撮影：鈴木啓造、桜井景一
  - 照明：小笠原篤志
  - 美術：三池敏夫
  - 操演：関山和昭
  - スクリプター - 黒河内美佳
  - 助監督：中山権正
- 音楽 - 鷺巣詩郎
- 音楽プロデューサー - 北原京子
- 製作プロダクション - 東宝映画
- 製作 - 「進撃の巨人」製作委員会（東宝、講談社、電通、アミューズ、ホリプロ、博報堂DYメディアパートナーズ、ジェイアール東日本企画、KDDI、読売新聞社、朝日新聞社、日本出版販売、GYAO、TOKYO FM）
- 監督 - 樋口真嗣
- 配給 - 東宝[注 35]

※出典：

### 受賞
- VFX-JAPANアワード 2016（2016年）
  - 劇場公開実写映画部門 優秀賞 [244]

### 興行成績
日本単独での興行成績は、前編が25,786,343米ドル（2015年8月3日のレート124.03円/米ドルで約31億9828万円）、後編が13,232,553米ドル（2015年11月2日のレート120.75円/米ドルで約15億9783万円）であった（米Box Office Mojo調べ）。

### 主題歌
前篇主題歌「ANTI-HERO -movie edit-」
作詞 - Fukase / 作曲 - Nakajin / プロデュース - ダン・ザ・オートメーター / 歌 - SEKAI NO OWARI
後篇主題歌「SOS」
作詞 - Saori / 作曲 - Fukase / プロデュース - ケン・トーマス / 歌 - SEKAI NO OWARI

### 反撃の狼煙
『進撃の巨人 ATTACK ON TITAN 反撃の狼煙』（ - はんげきののろし）は、2015年8月15日配信の日本の連続ドラマ。動画配信サービスdTVによる本作品のスピンオフ作品である。
映画本編のキャラクターたちに加え、オリジナルキャラクター・イズル（演 - 平岡祐太）を加えた面々が出演する。製作陣は実写映画版と同じく総監督は樋口真嗣である。ドラマでは石原さとみが演じるハンジを中心としたドラマ構成となっている。また、実写映画に登場しなかったソニーとビーンによる巨人研究や立体機動装置の研究過程なども描かれている。また、回を進めるごとにサシャの生い立ちやリルとフクシの出会いなども描かれており、実写映画版との連動が図られている。
| 放送回 | 配信日   | サブタイトル   | 発表時仮題     | 監督     |
| ------ | -------- | -------------- | -------------- | -------- |
| 第01回 | 08月15日 | 反撃の幕開け   | ハンジ編       | 足立公良 |
| 第02回 | 08月15日 | 希望の弓矢     | サシャ編       | 尾上克郎 |
| 第03回 | 08月15日 | 自由への旅立ち | フクシ・リル編 | 西村喜廣 |

主題歌は和楽器バンドの『反撃の刃』。

### 関連商品

#### BD / DVD
| タイトル                                           | 発売日        | 規格品番                                  | 規格品番                                  |
| タイトル                                           | 発売日        | BD                                        | DVD                                       |
| 映画                                               | 映画          | 映画                                      | 映画                                      |
| -------------------------------------------------- | ------------- | ----------------------------------------- | ----------------------------------------- |
| 進撃の巨人 ATTACK ON TITAN                         | 2016年2月17日 | TBR-26038D（豪華版） TBR-26039D（通常版） | TDV-26040D（豪華版） TDV-26041D（通常版） |
| 進撃の巨人 ATTACK ON TITAN エンド オブ ザ ワールド | 2016年3月23日 | TBR-26061D（豪華版） TBR-26062D（通常版） | TDV-26063D（豪華版） TDV-26064D（通常版） |
| スピンオフドラマ                                   |               |                                           |                                           |
| 進撃の巨人 ATTACK ON TITAN 反撃の狼煙              | 2016年2月17日 |                                           | TDV-25483D                                |

#### CD
- 鷺巣詩郎 『進撃の巨人』オリジナル・サウンドトラック（2015年7月22日、DDCB-12966、JAN 4543034042937）

#### ノベライズ
著：浅倉冬至、原作：諫山創、脚本：渡辺雄介・町山智浩
- 小説 映画 進撃の巨人 ATTACK ON TITAN（KCデラックス、2015年8月7日、ISBN 978-4-06-377324-8）
- 小説 映画 進撃の巨人 ATTACK ON TITAN エンド オブ ザ ワールド（KCデラックス、2015年9月23日、ISBN 978-4-06-377325-5）

著：松田朱夏、原作：諫山創、脚本：渡辺雄介
- 小説 進撃の巨人 ATTACK ON TITAN 反撃の狼煙（KCデラックス、2015年11月9日、ISBN 978-4-06-377334-7）

## 実写映画（ハリウッド版）
2018年10月30日、ハリウッドでの実写映画化が発表される。
監督は『MAMA』『IT/イット “それ”が見えたら、終わり。』のアンディ・ムスキエティ。プロデューサーは「ハリー・ポッター」シリーズのデヴィッド・ハイマン、『HEROES/ヒーローズ』出演のマシ・オカ、監督の姉であるバルバラ・ムスキエティ。

## ミュージカル
「「進撃の巨人」-the Musical-」というタイトルで、2023年1月7日から9日にオリックス劇場にて、同年1月14日から24日に日本青年館ホールにて上演された。略称は進撃ミュ。2024年10月11日から13日には米国のニューヨーク・シティ・センター(en:New York City Center)で「ATTACK on TITAN: The Musical」として上演された。その日本凱旋公演が、2024年12月13日から22日にTOKYO DOME CITY HALL、2025年1月11日から13日にオリックス劇場にて、英語字幕付きで上演された。

### キャスト（ミュージカル）
- エレン・イェーガー - 岡宮来夢
- ミカサ・アッカーマン
  - 【初演・米国公演】高月彩良
  - 【日本凱旋公演】七木奏音
- アルミン・アルレルト - 小西詠斗
- ジャン・キルシュタイン
  - 【初演】福澤侑
  - 【米国公演】松田昇大
  - 【日本凱旋公演】
    - 福澤侑（2024年12月13日／12月21日 - 22日／2025年1月11日 - 13日[注 36][256][257][258]）
    - 唐橋充（2024年12月14日 - 15日）（代役・舞台袖からの声の出演[256][259]）
    - Toyotaka（2024年12月17日 - 20日）（代役・一部演出を変更[257]）
- マルコ・ボット - 泰江和明
- コニー・スプリンガー
  - 【初演】中西智也
  - 【米国公演・日本凱旋公演】高橋祐理
- サシャ・ブラウス - 星波
- ハンネス - 村田充
- キース・シャーディス - 林野健志
- ディモ・リーブス - 冨田昌則
- カルラ・イェーガー - 舞羽美海
- グリシャ・イェーガー - 唐橋充
- ハンジ・ゾエ - 立道梨緒奈
- リヴァイ - 松田凌
- エルヴィン・スミス - 大野拓朗
- Blade Attackers
  - 【初演】Toyotaka、RYO、gash!、SHINSUKE、HILOMU、Dolton、KENTA、GeN、KIMUTAKU、下尾浩章、下川真矢、横田遼、橋渡竜馬、中西彩加、MARISA、松本ユキ子、陸、NONN、河島樹来
  - 【米国公演】[注 37]Toyotaka、gash!、SHINSUKE、HILOMU、Dolton、KENTA、GeN、KIMUTAKU、下尾浩章、橋渡竜馬、和田三四郎、中西彩加、安川摩吏紗、松本ユキ子、陸 、NONN、河島樹来、kaito
  - 【日本凱旋公演】Toyotaka、RYO、gash!、SHINSUKE、HILOMU、Dolton、KENTA、GeN、KIMUTAKU、下尾浩章、横田遼、橋渡竜馬、白濱孝次、中西彩加、安川摩吏紗、松本ユキ子、陸 、NONN、河島樹来、加藤貴彦

### スタッフ（ミュージカル）
- 原作 - 諫山創
- 脚本 - 畑雅文
- 演出 - 植木豪
- 音楽監督 - KEN THE 390
- 作詞 - 三浦香

## その他のメディアミックス作品
2017年7月28日より9月3日まで舞浜アンフィシアターにおいて舞台『ライブ・インパクト 進撃の巨人』の公演が予定されていたが、4月10日、アクロバット監督の吉野和剛が演出機器の点検作業中での転落事故が原因で急死した影響で中止となった。

## 進撃の巨人展
- 2014年11月28日 - 2015年1月25日 - 上野の森美術館にて『進撃の巨人展 WALL TOKYO』と題した展覧イベントを開催。諫山の原画や超大型巨人の立体造形物展示、HMDを装着して立体機動戦闘を360°体感するシアター「哮」（こう）などが楽しめる。
- 2015年8月1日 - 30日に『進撃の巨人展 WALL OITA』と題して、大分県立美術館、同年9月11日 - 10月18日に『進撃の巨人展 WALL OSAKA』と題して、グランフロント大阪 ナレッジ・キャピタルでも開催された。同年12月11日 - 2016年2月29日に『進撃の巨人展 WALL TAIPEI』と題して台湾でも開催。
- 2016年4月5日 - 5月25日 - 『進撃の巨人展 WALL SAPPORO』と題して、札幌芸術の森美術館で開催。
- 2016年12月10日 - 2017年2月12日 - 『進撃の巨人展 WALL NAGASHIMA』と題して、ナガシマスパーランドで開催。同年7月1日 - 17日 - 『進撃の巨人展 WALL TREVISO』と題してイタリアで開催。
- 2019年 - 『進撃の巨人展FINAL』と題して再び東京と大阪での原画展を開催。
- 2020年 - 『進撃の巨人展FINAL ver.福岡』『進撃の巨人展FINAL ver.福岡』がそれぞれ開催。

## プロモーション・トピックス
※ 原作に限らずアニメ・グッズなど『進撃の巨人』全般で特筆するべき事柄を記載。リアル脱出ゲームとのコラボは別途に節を設けたので、そちらを参照。

### プロモーション
2012年12月7日 - テレビアニメ化を記念してキャッチコピーを決定する「進撃の巨人 キャッチコピー総選挙」が、Twitterを使用して行なわれた。
2013年4月5日 - 5月31日 - テレビアニメ化と原作単行本第10巻の発売を記念して全国書店における店頭装飾の1位を決めるコンテストが開催された。投票はTwitterを使用して行われ、投票者には抽選で原作単行本の永久無料権がプレゼントされる他、1位に選ばれた書店にも諫山によるサイン会に加えてドイツ旅行がプレゼントされた。
2013年12月 - メディコム・トイからBE@RBRICK 27が発売された。超大型巨人がラインナップされている。
2014年4月10日 - 12日 - auスマートパスpresents『進撃の巨人』プロジェクションマッピング「ATTACK THE REAL」が神奈川県川崎市のラゾーナ川崎プラザにて披露され、ニコニコ生放送でマッピング生中継されたほか、様々なテレビ番組内で取り上げられた。
2014年8月 - 西武鉄道とのコラボレーションで「進撃の西武鉄道」としてスマートフォンスタンプラリーを実施。
2015年6月 - 大阪府大阪市浪速区にあるスパワールドにて、実写版とのコラボレーションを実施。篠原信一が超大型巨人に扮している。同年7月18日には、超大型巨人のバルーンも設置された。
2015年7月14日（日本時間15日） - ハリウッド「エジプシャンシアター」にて、ワールドプレミアを開催。
2015年9月11日 - 10月18日、大阪市北区にあるグランフロント大阪北館 ナレッジキャピタル イベントラボにて『進撃の巨人展 WALL OSAKA』を開催。また、このイベントに合わせて、阪神電鉄では『「進撃の巨人展」謎解きラリー』を開催していた。
2018年7月23日 - テレビアニメ「Season 3 Part.1」の見逃し配信を「GYAO!」がWEB最速で無料配信開始、それを記念してオリジナルビジュアルを描き下ろし、それを2018年7月30日 - 2018年8月5日にかけて池袋駅地下1階コンコースにて交通広告が掲出されるほか一緒に写真が撮れる限定フォトスポットが設置された。また、同年同日 - 10月15日にかけて視聴連動型キャンペーンとして『視聴して挑戦！豪華景品が当たる！ 〜「GYAO!」×進撃の巨人ルーレット〜』を実施、同年同日 - 8月6日にかけてTwitter連動型キャンペーンとして『「GYAO!」限定描き下ろしA3ポスターが当たるリツイートキャンペーン！』を実施。
2019年4月29日 - 昨年に引き続き、テレビアニメ「Season 3 Part.2」の見逃し配信を「GYAO!」がWEB最速で無料配信開始、それを記念してオリジナルビジュアルを描き下ろし、それを2019年5月20日 - 5月26日にかけて東京メトロ丸ノ内線新宿駅メトロプロムナードにて掲出するほかJR東日本・山手線の新型車両にて流れる15秒のスポット映像でも本ビジュアルを活用した。また、同年同日 - 7月8日にかけて視聴連動型キャンペーンとしてミニゲーム『「GYAO!」×進撃の巨人  最速は誰だ!?「全調査兵団陸上競技大会」』を実施。2019年4月28日 - 7月上旬まで、「GYAO!」独自の企画として、1月クールのテレビアニメ『五等分の花嫁』と4月クールのテレビアニメ『進撃の巨人』をコラボレーションし、『五等分の花嫁』原作者・春場ねぎが中野五月（『五等分の花嫁』の登場人物）が超大型巨人にバトンタッチするイラストを描き下ろしたり、それぞれのアニメのオープニングの主題歌と映像を入れ替えたクロスオーバー版が配信された。

### トピックス
2013年11月9日 - TBSのクイズ番組『日立 世界・ふしぎ発見!』（第1295回）でネルトリンガー・リースやネルトリンゲンが紹介された際、本作品との類似性にちなんだ演出（挿入テロップのフォントなど）が盛り込まれた（実際はネルトリンゲンはモデルではない）。また、ナレーションをハンネス役の藤原啓治が、インタビューの吹き替えをアルミン役の井上麻里奈などが担当したうえ、短いながら本作品のタイトルや本編映像も挿入された。
2013年11月17日 - 日本中央競馬会（JRA）とのコラボレーション企画としてブラウザゲーム「進撃のジャパンカップ」を公開。実況アナウンサーとして小塚歩（ラジオNIKKEI）が参加している。また、「進撃の有馬記念」も公開された。これに連動し、関西テレビの競馬バラエティ番組『うまンchu』では井上麻里奈がナレーションを担当したうえ、その合間にはアルミンからエレンへの小ネタ台詞も挿入された。
| 枠番 | 馬番 | 騎手                   | 単勝オッズ（難度） |
| ---- | ---- | ---------------------- | ------------------ |
| 1    | 1    | オルオ・ボザド         | 128.2（難度6）     |
| 2    | 2    | エルヴィン・スミス     | 11.4（難度4）      |
| 3    | 3    | アルミン・アルレルト   | 42.2（難度5）      |
| 4    | 4    | エレン・イェーガー     | 18.3（難度3）      |
| 5    | 5    | ミカサ・アッカーマン   | 3.4（難度2）       |
| 6    | 6    | リヴァイ               | 1.2（難度1）       |
| 7    | 7    | ジャン・キルシュタイン | 18.3（難度3）      |
| 8    | 8    | （女型の巨人）         | 不明               |

2014年2月15日には、作者の故郷である大分県日田市大山町の「おおやま夢工房」より「進撃の巨人」限定梅酒、梅ジュースが販売されている（作者の実家は梅栽培農家）。梅酒にはエルヴィン、リヴァイ、ハンジが、梅ジュースにはエレン、ミカサ、アルミンがラベルとして使用されている（ひびきの郷店舗限定でリヴァイの梅ジュースも販売されている）。また、原作単行本第15巻発売に合わせ、おおやま夢工房店頭やネットショップ限定でエレンとリヴァイの82円切手10枚セット（ポストカードとファイルが付属）が限定販売されている。
2015年6月には、東京都とともに危険ドラッグ（脱法ドラッグ）撲滅キャンペーンを実施。
2021年4月19日から5月2日の期間には、日本中央競馬会（JRA）とのコラボレーション企画・オンラインイベント「進撃の天皇賞（春）」が公開された。オリジナルグッズが当たるクイズやスペシャルムービーの公開が行われた。

## リアル謎解きゲーム
以下のうち、主催は開催施設の場合がある。
リアル脱出ゲーム
SCRAP主催の体感型謎解きゲームイベントであるリアル脱出ゲームとのコラボレーション。
- リアル脱出ゲーム×進撃の巨人〜ある城塞都市からの脱出〜

第1弾となる本作品は2014年5月から11月にかけての半年間が開催され、横浜スタジアムを皮切りに全国9都市の野外ツアー形式で巡回してきたが2014年12月にはシンガポールで、2015年2月から4月にかけての3ヶ月間サンフランシスコ、ロサンゼルス、ニューヨーク（アメリカ合衆国）で開催した。参加者は城塞都市周辺に現れた巨人に破壊された勧誘式会場に閉じ込められ、様々な謎を解きながら1時間以内に勧誘式会場から内地へ脱出することがクリア条件。
- リアル脱出ゲーム×進撃の巨人〜巨人に包囲された遊園地からの脱出〜

第2弾にあたる本作品は2015年の学校の夏季休暇期間に東京ドームシティアトラクションズとひらかたパークにて同時に開催した。参加者は巨人に遭遇した遊園地に閉じ込められ、様々な謎を解きながら各々のペースで巨人に包囲された遊園地から脱出することがクリア条件。
- リアル脱出ゲーム×進撃の巨人〜巨人に包囲された古城からの脱出〜

第3弾にあたる本作品は2016年6月から2018年3月にかけて全国8店舗のアジトオブスクラップにて開催され、ファンからのリクエストに応え『リアル脱出ゲーム×進撃の巨人〜巨人に包囲された古城からの脱出・2度目の壁外調査〜』としてリピーター向けも開催している。参加者は壁外調査中に生き残った調査兵団となって巨人に包囲された古城に逃げ延びるが、様々な謎を解きながら1時間以内に生き延び（脱出す）ることがクリア条件。
- リアル脱出ゲーム×進撃の巨人〜巨人潜む巨大樹の森からの脱出〜

第4弾にあたる本作品は2017年12月から2018年3月にかけて全国のZeppを巡回するライブハウスツアー形式で全国5都市で開催された。参加者は森林調査中の調査兵団となって、様々な謎を解きながら1時間以内に巨人潜む巨大樹がある森から脱出することがクリア条件。後述の『5つの巨人からの脱出』の開催を記念し2021年2月に東京ミステリーサーカス ヒミツキチラボでリバイバルされた。
- リアル脱出ゲーム×進撃の巨人〜5つの巨人からの脱出〜

第5弾にあたる本作品は2021年2月より東京ミステリーサーカス ヒミツキチラボでの開催を皮切りに、ナゾ・コンプレックス名古屋、大阪ヒミツキチオブスクラップ、アジトオブスクラップの仙台・岡山・札幌、西鉄ホールの全国7都市の会場で順次開催。一番遅い開催日程は2021年8月まで。参加者は敵地マーレで身を潜めていた調査兵団として、マーレの要人の演説中に巨人となって戦いの火蓋をきったエレンを襲い掛かるマーレの巨人たちから守り抜き敵陣から脱出することがクリア条件。
謎箱
SCRAPの製品の実際に鍵のかかった箱を開ける謎解きグッズ謎箱とのコラボレーション。
- 謎箱×進撃の巨人 ウォール・シーナを目指せ!!

2015年11月13日から2016年5月末までSCRAP GOODS SHOPとリアル脱出ゲーム会場で数量限定で販売された。巨人になってしまったという設定で購入者が、人間に戻る方法を探すため、謎を解いて壁の中を目指す＝箱を開けることを目指すというのがクリア条件。
NAZO×NAZO劇団
ハレガケが企画制作・運営を行っているNAZO×NAZO劇団とのコラボレーション。
- 進撃の巨人 IN THE DOME×リアル謎解きゲーム〜忘れられた観測所〜

プラネタリウム『進撃の巨人 IN THE DOME -兵士たちの星空-』の鑑賞者を対象としたイベント。コニカミノルタプラネタリウム“天空”および東京スカイツリータウン館内で2017年5月22日から7月21日と8月28日から9月29日まで、コニカミノルタプラネタリウム“満天”およびSunshine City館内で2017年5月29日から7月21日と8月28日から10月27日まで開催。イベント中にはスマートフォンを用いて、進撃の巨人に登場する主要キャラクターと会話できるゲームとなっていた。調査兵団の調査で見つかった壁外の謎の観測所に調査に向かい真実を持ち帰るのがクリア条件。
- 進撃の巨人×リアル謎解きゲーム 謎の古代遺跡から生還せよ！

2019年12月から2020年4月にかけて東京ジョイポリスで開催される予定だったが、2019新型コロナウイルスの影響で、2020年3月2日から6月12日にかけて東京ジョイポリス自体が臨時休業になったため、営業再開した2020年6月13日から9月13日まで期間が延長された。プレイには、キャラクターとチャット風の会話をするためインターネットへの接続環境のあるスマートフォン端末との連携が必要だった。壁外調査中、多数の巨人が突然現れ、混乱の中、『ジョイポリス』と呼ばれる遺跡に籠城し施設内にある謎を解明し、仲間と生還するのがクリア条件。本作品のスピンオフで、持ち帰り謎『進撃の巨人×リアル謎解きゲーム 謎の古代遺跡を調査せよ！』も販売された。
- 進撃の巨人×リアル謎解きゲーム 緊急指令 巨⼤軍事施設を調査せよ！

2021年12月21日から2022年4月3日にかけて東京ジョイポリスにて開催。マーレの町へ潜入している中エレンからの手紙を受けて、巨大軍事施設・JOYPOLISに隠されたマーレ兵器の秘密を探って機密文書を奪還をするのがクリア条件。
ナゾメイト
ムービック・プロモートサービスが運営を行っているナゾメイトとのコラボレーション。
- 進撃の巨人 体感型ゲーム 解 〜技術都市奪還作戦〜

2017年7月15日から10月1日までの土日祝日および8月10日に東京ジョイポリスにて開催した。今では巨人の住処となってるかつて技術都市「ジョイポリス」と呼ばれた街を、調査し奪還するのがクリア条件。

## アトラクション
富士急ハイランド
2017年4月20日〜2018年5月6日にかけて富士急ハイランドとコラボレーションした。下記以外に超大型巨人の装飾の展示や、謎解きラリー「進撃の巨人ラリー フジキュウ区奪還作戦」、進撃の巨人グッズを多数販売するショップ「兵団購買部」もその一環で行った。
- 進撃の巨人 THE RIDE トロスト区奪還作戦

立体機動装置による巨人討伐をイメージしたシアター型アトラクションで、2016年に台湾のテーマパークで行われたのが最初であり、日本では富士急ハイランドが初である。座席を包み込むような半球体構造の直径20メートルの巨大スクリーンと、飛行訓練にも使われる精密な動きをする座席が連動して投影された映像をダイナミックに楽しめるフライトシミュレーションライド「富士飛行社」にて上映された。
- 360°体感シアター哮

ヘッドマウントディスプレイを装着して、上下・前後・左右360度、途切れることなく目の前に広がる進撃の巨人の世界を体感できるVRアトラクション。上野の森美術館、大分県立美術館、グランフロント大阪 ナレッジ・キャピタルでも行っていた。
ユニバーサル・スタジオ・ジャパン
テーマパークのユニバーサル・スタジオ・ジャパンとコラボレーションした。「ユニバーサル・クールジャパン」という企画のひとつ。コラボ該当エリアには巨人の装飾が展示された。
- 進撃の巨人・ザ・リアル

2015年1月23日〜5月10日実施。
ウォークスルー型アトラクション。
- 進撃の巨人・ザ・リアル2

2016年1月15日〜6月26日実施。
初演「進撃の巨人・ザ・リアル」では設置されていなかったエレンも居る。
- 進撃の巨人・ザ・リアル 4-D

2016年1月15日〜6月26日実施。
4D技術のアトラクション。シネマ4-Dで実施。
- 進撃の巨人・ザ・リアル 4-D:2

2016年12月16日〜2017年6月25日実施。
4-Dとの内容は異なる。
- 進撃の巨人 XRライド

2020年1月21日〜7月5日、2022年3月4日〜8月28日にそれぞれ実施。
スペース・ファンタジー・ザ・ライドにて実施。
東京ジョイポリス
2019年12月19日から東京ジョイポリスとのコラボレーションの一環で専用アトラクションが催された。その他、既存のアトラクションで楽曲やナビゲーターやイラストも使用された。リアル謎解きゲームなどもこのコラボで行われた。2019新型コロナウイルスの影響で、2020年3月2日〜6月12日にかけては東京ジョイポリス自体が臨時休業していたが、2020年6月13日に再開し、9月13日まで延長された（当初の予定では休業期間内になってしまった4月5日終了予定だった）。
- 進撃の巨人 THE ATTRACTION 〜決断〜

ウォークスルー型アトラクション。ゲストの「選択」により演出などが大きく2通りに変わるマルチストーリーになっている。

## 公式ファンサイト
ライフイズテック株式会社と講談社が共同で、進撃の巨人公式ファンサイト『みん撃』を立ち上げた。ライフイズテックでは中高生を中心に「ITでものづくり」をする事の楽しさや可能性を感じることを目的としたプログラムを運営していて、その体験をより多くの人に伝えるために、中高生から大人まで、知識や年齢に関係なく、「楽しんでつくりながら学ぶ」をコンセプトにMOZERを開発しており、今回は両者のコンセプトが合致した形でのコラボレーションが展開することとなった。今回のコラボレーションは、進撃の巨人のファンを中心とした多くの方に、ITでのものづくりを楽しんでもらうことを目的に、参加者が公式の進撃の巨人を題材にして創作活動が楽しめる様々な機能を順次リリースする。
キャラクターメイカー（オリジナルアバター）や名刺メーカーなど、みん撃オリジナルのツールや、また、参加者が自分で制作した作品を公開したり、参加者同士が作品を軸に交流したり、共同で作品を作ったりするコミュニティ（SNS）機能を併せ持つ。ユーザーは、「みん撃」で公開された”公式作戦”に自由に参加することができ、作戦に対して投稿されたアイディアの一部は、実際の公式イベント、本物の進撃グッズ、現実の宣伝プランとして、実現・活用されていく全く新しい取り組みの場として提供され、2019年12月に活動期間を終了した。